# Kei Nishikori
Kei Nishikori (錦織圭, Nishikori Kei), né le 29 décembre 1989 à Matsue, est un joueur de tennis japonais. Professionnel depuis 2007, il est le premier joueur japonais de l'histoire à atteindre la finale d'un tournoi du Grand Chelem (à l'US Open en 2014) et la quatrième place au classement ATP (en 2015). Il a remporté douze titres en simple sur le circuit ATP dont six tournois ATP 500. Il a également gagné une médaille de bronze olympique aux Jeux de Rio en 2016.

## Carrière

### 2003-2007: débuts prometteurs
Après s'être entraîné un temps sous la houlette de Shūzō Matsuoka, à l'âge de quatorze ans, Nishikori, qui ne parle pas un mot d'anglais, quitte sa terre natale pour s'installer en Floride (en colocation avec Zach Gilbert, le fils de Brad Gilbert) afin de profiter du savoir-faire de la réputée Nick Bollettieri Tennis Academy où il est entraîné par Glenn Weiner. Le financement de sa formation est assuré par Masaaki Morita, ancien PDG de Sony ainsi que de son frère Akio Morita cofondateur de la même entreprise.
Ses performances en junior sont prometteuses : il se classe numéro sept mondial en 2005 et remporte le double à Roland-Garros la même année. Il se lance parallèlement dans le grand bain du circuit Future.
Une invitation lui permet de faire ses premiers pas en tournoi Challenger à Kyoto mais il perd dès le premier tour face à Robert Smeets. Durant cette année 2006, il remporte le tournoi Future de Mazatlán et l'année suivante, atteint la finale de Little Rock, où il est défait par Donald Young. C'est d'ailleurs associé à ce dernier qu'il soulève son premier trophée en double lors du même tournoi. Il s'attaque alors à l'échelon supérieur avec succès, se frayant un chemin jusqu'en finale du Challenger de Carson (défaite contre Alex Bogomolov Jr.). Ses débuts encourageants lui ouvrent la voie du grand circuit.
En effet, Kei Nishikori bénéficie d'invitations pour entamer la tournée américaine sur dur. Il enchaîne les tournois de Los Angeles (défaite au premier tour face à Wesley Moodie), d'Indianapolis où il remporte deux matchs face à Alejandro Falla et à Michael Berrer et de Washington où il bat Teymuraz Gabashvili, son premier top 100. Il s'engage également en double à Miami en compagnie du triple vainqueur de Roland-Garros Gustavo Kuerten, alors à la recherche de son meilleur niveau après de multiples pépins physiques. La paire ne passe néanmoins pas le premier tour. Le Japonais a la chance d'être partenaire d'entraînement de Roger Federer à Wimbledon. Nishikori intègre ensuite le tournoi de qualifications de l'US Open où il franchit une marche en battant Prakash Amritraj.

### 2008-2010: débuts sur le circuit, premier titre
Kei Nishikori réalise une belle performance à l’orée de la saison 2008 : il se hisse en demi-finale du Challenger de Miami, s'offrant le scalp de l’ancien lauréat de Roland-Garros, Gastón Gaudio, certes fantomatique depuis plusieurs mois. En février, le Japonais poursuit avec un premier coup d’éclat sur le circuit ATP : il se qualifie en finale de Delray Beach en écartant au passage Sam Querrey après avoir sauvé trois balles de match. Opposé au numéro douze mondial James Blake, le rapport de force semble très déséquilibré. Kei Nishikori ne se démobilise pourtant pas et s'adjuge le tournoi avec aplomb en trois sets (3-6, 6-1, 6-4). Il devient du même coup le second Japonais de l'ère Open à remporter un titre (Shūzō Matsuoka avait gagné à Séoul en 1992). Il est également le plus jeune joueur à gagner un trophée depuis Lleyton Hewitt en 1998.
Kei Nishikori est appelé par le capitaine de Coupe Davis Eiji Takeuchi pour prendre part à la demi-finale du groupe Océanie qui oppose le Japon à l'Inde (perdue 3-2). Son bilan est d'une défaite (contre Rohan Bopanna) et d'une victoire (face à Mahesh Bhupathi). Il devient le plus jeune nippon à représenter son pays en Coupe Davis. Deux semaines plus tard, le Japonais remporte le tournoi Challenger des Bermudes.
Le premier Roland-Garros n'est pas mémorable pour le Japonais qui se fait sortir dès le second tour des qualifications par Simon Greul. Présent au Queen's, il prend un set à Rafael Nadal, fraîchement vainqueur de Roland-Garros et futur lauréat du tournoi de Wimbledon. Après un parcours parfait en qualifications, le plus jeune joueur du grand tableau ne parvient pourtant pas à passer le premier tour du tournoi du Grand Chelem londonien où il est contraint à l'abandon face à Marc Gicquel à cause d'une blessure aux muscles abdominaux. Battu dès son premier match aux Jeux olympiques d'été de 2008 à Pékin par Rainer Schüttler, il se reprend à l'US Open avec un huitième de finale. Il obtient sa victoire la plus probante face au numéro 4 mondial David Ferrer, certes en petite forme, dans un combat de cinq sets (6-4, 6-4, 3-6, 2-6, 7-5). C'est la révélation de l'année Juan Martín del Potro qui met un terme à son parcours. Kei Nishikori termine l'année par un troisième tour à Tōkyō et une demi-finale à Stockholm. Il est classé 63e en décembre, gagnant plus de 200 places en un an, soit la progression la plus importante pour un pensionnaire du top 100.

### 2011: demi-finale en Masters 1000 et une finale
En avril, Nishikori se qualifie pour la seconde finale de sa carrière au tournoi de Houston. Il s'incline face à Ryan Sweeting (4-6, 6-7), mais accède au 48e rang mondial.
En juin, il atteint les demi-finales du tournoi d'Eastbourne, également classé 250 Series.
En octobre, Nishikori participe au Masters 1000 de Shanghai. Il passe Jo-Wilfried Tsonga, Santiago Giraldo puis Alexandr Dolgopolov avant de chuter en demi-finale face à Andy Murray (3-6, 0-6). Cette performance lui permet de devenir 30e joueur mondial, dépassant ainsi le meilleur classement jamais obtenu auparavant par un joueur japonais, en l'occurrence la 46e place mondiale obtenue par Shūzō Matsuoka.
En novembre, il parvient à éliminer le numéro un mondial Novak Djokovic en demi-finale de l'Open de Bâle (2-6, 7-64, 6-0), mais n'empêche pas Roger Federer de s'imposer pour la 5e fois à domicile. Il atteint alors la 24e place mondiale et devient à 21 ans le meilleur joueur de l'histoire du tennis japonais.

### 2012: quart de finale à l'Open d'Australie, premier titre ATP 500 et intégration du top 20
En janvier, Kei Nishikori élimine Jo-Wilfried Tsonga en 1/8 de finale de l'Open d'Australie (2-6, 6-2, 6-1, 3-6, 6-3) dans un sprint final de ce marathon caniculaire de 3h30, avant de buter sur l'Écossais Andy Murray en quart de finale (3-6, 3-6, 1-6). Il accède à la 16e place mondiale à la suite de cette très bonne performance, battant ainsi son propre record national.
Lors des Jeux olympiques de Londres, il atteint les quarts-de-finale en battant notamment David Ferrer (tête de série no 4).
En octobre, Nishikori participe au tournoi de Tokyo. Il bat lors des premiers tours son compatriote Go Soeda (4-6, 6-2, 6-3) et Tommy Robredo (5-7, 6-1, 6-0). Il crée ensuite la surprise en battant Tomáš Berdych (7-5, 6-4), alors 6e joueur mondial. En demi-finale, il écarte Márcos Baghdatís (6-2, 6-2), puis remporte le deuxième tournoi de sa carrière en battant en finale Milos Raonic (7-65, 3-6, 6-0). Il devient le premier joueur japonais de l'histoire à s'imposer à Tokyo. Il atteint alors la 15e place du classement ATP. À la suite de sa victoire, Nishikori est diminué par une blessure au pied droit, ce qui l'oblige à déclarer forfait à Bâle.
Aux Masters de Paris-Bercy, le Japonais, après avoir battu Benoît Paire, doit renoncer à affronter Gilles Simon en huitièmes de finale à cause de cette blessure et s'est excusé auprès de Guy Forget, directeur du tournoi, pour son incapacité à jouer ce match.

### 2013: un titre et huitième de finale à Roland-Garros
Kei Nishikori commence sa saison 2013 avec le tournoi de Brisbane, où il élimine lors des trois premiers tours Marinko Matosevic (7-5, 6-2), Tommy Robredo (6-3, 6-3) puis Alexandr Dolgopolov (6-4, 7-63) avant de s'incliner face à Andy Murray (4-6, 0-2, ab). Il enchaîne ensuite avec le premier Grand Chelem de la saison, l'Open d'Australie. Il se qualifie facilement au troisième tour après avoir éliminé Victor Hănescu (65-7, 6-1, 6-3, 6-1) puis Carlos Berlocq (7-64, 6-4, 6-1). Il se qualifie en huitième de finale après avoir battu le Russe Evgeny Donskoy (7-63, 6-2, 6-3). Cependant, il s'incline au tour suivant face à la tête de série numéro quatre, David Ferrer (2-6, 1-6, 4-6).
Il participe ensuite au tournoi de Memphis, où il bat Illya Marchenko (6-4, 7-5) puis Donald Young (6-3, 6-3). Il bat ensuite facilement le douzième joueur mondial, Marin Čilić (6-4, 6-2). Il se qualifie ensuite pour la finale, après avoir bénéficié de l'abandon de Marinko Matosevic, alors qu'il avait remporté le premier set 6-4. En finale, il se défait de l'Espagnol Feliciano López (6-2, 6-3). Il remporte ainsi le tournoi sans perdre le moindre set. La semaine suivante, il s'incline d'entrée à Delray Beach face à Ivo Karlović (4-5, ab).
En mars, il continue son parcours au sein de la tournée américaine en participant aux premiers Masters de la saison. Au Masters d'Indian Wells, il réussit son entrée en lice en éliminant l'Allemand Philipp Petzschner (6-3, 6-2), mais s'incline directement au tour suivant face à Carlos Berlocq (2-6, 2-6). La semaine suivante, il participe au Masters de Miami, où il bat lors de ses deux premiers tours Victor Hănescu (6-3, 6-3) puis Xavier Malisse (6-2, 7-5), mais s'incline ensuite en huitième de finale face au no 4 mondial, David Ferrer (4-6, 2-6) malgré un match beaucoup plus serré que le score ne laisse le penser. Lors du Masters de Madrid, il crée la surprise en éliminant le numéro deux mondial, Roger Federer (6-4, 1-6, 6-2), mais ne confirme pas en s'inclinant dès le tour suivant face à Pablo Andújar (3-6, 5-7).
Il participe ensuite à Roland Garros, où il ne rate pas son entrée en lice en battant facilement Jesse Levine (6-3, 6-2, 6-0) puis plus difficilement en concédant un set à Grega Žemlja (6-1, 5-7, 6-1, 6-4). Il bat ensuite le Français Benoît Paire (6-3, 63-7, 6-4, 6-1) pour s'offrir le droit d'affronter le septuple vainqueur de ce tournoi, Rafael Nadal, en huitième de finale. Il s'incline cependant sans surprise contre ce dernier, 4-6, 1-6, 3-6.
Il participe ensuite à Wimbledon, où il se qualifie facilement pour le troisième tour en disposant tout d'abord de Matthew Ebden (6-2, 6-4, 6-3), puis de Leonardo Mayer (7-65, 6-4, 6-2). Cependant, son tournoi est stoppé par Andreas Seppi, contre qui il s'incline en 5 sets (6-3, 2-6, 7-64, 1-6, 4-6).
Il s'aligne ensuite pour le Masters du Canada où il bat Peter Polansky (4-6, 6-4, 6-2) puis Andreas Seppi contre qui il prend sa revanche de Wimbledon (4-6, 7-5, 6-1), mais il est stoppé ensuite par Richard Gasquet (6-1, 3-6, 3-6). La semaine suivante, il est éliminé d'entrée par Feliciano López (4-6, 64-7) lors du Masters de Cincinnati. Il subit une très grosse contre-performance lors de l'US Open, en étant éliminé dès son entrée en lice par le modeste Britannique Daniel Evans (4-6, 4-6, 2-6).
Nishikori recrute Michael Chang comme entraîneur durant le mois de décembre,.

### 2014: unique finale de Grand Chelem à l'US Open, première finale en Masters 1000, 4 titres et intégration du top 5
Kei Nishikori commence sa saison par l'Open de Brisbane. Il bat d'abord le jeune Australien Matthew Ebden (6-2, 6-4). Il se défait ensuite du Croate Marin Čilić (6-4, 5-7, 6-2), mais s'incline en demi-finale contre le futur vainqueur du tournoi l'Australien Lleyton Hewitt sur le score de 7-5, 4-6, 3-6. Lors de la première levée du Grand Chelem de la saison, l'Open d'Australie, il bat difficilement au premier tour Marinko Matosevic (6-3, 5-7, 6-2, 4-6, 6-2). Lors de ses deux matchs suivants, il gagne avec beaucoup moins de difficultés contre Dušan Lajović (6-1, 6-1, 7-63) et Donald Young (7-5, 6-1, 6-0). Toutefois, il est éliminé en huitième de finale par le numéro un mondial Rafael Nadal, au terme d'un match en trois sets (63-7, 5-7, 63-7) très accroché où il a quand même eu plusieurs opportunités dans chacun des sets.
Lors de la Coupe Davis, il contribue grandement à la qualification de son pays contre le Canada pour les quarts de finale en gagnant ses deux matchs de simple avec autorité contre Peter Polansky (6-4, 6-4, 6-4) et Frank Dancevic (6-2, 1-0 ab.).
Il poursuit sa saison par le tournoi de Memphis. Il remporte son premier match contre l'Allemand Benjamin Becker (6-4, 6-4), puis contre le Russe Alex Bogomolov (3-6, 6-3, 6-2). En demi-finale, il dispose de l'Américain Michael Russell (6-3, 6-2) et enfin s'impose en finale du tournoi contre le géant croate Ivo Karlović (6-4, 7-60) pour s'adjuger son premier titre de l'année.
Un mois plus tard, lors du Masters de Miami, il bat facilement pour son entrée en lice Marinko Matosevic (6-4, 6-1), puis réalise ensuite une bonne performance en éliminant le jeune Bulgare Grigor Dimitrov (7-61, 7-5) au tour suivant. C'est ensuite qu'il crée la sensation du tournoi en vainquant le 4e joueur mondial, David Ferrer (7-67, 2-6, 7-69) dans un match d'une grande intensité de 3 h 10 de jeu. Puis deux jours plus tard, il récidive avec une victoire sur Roger Federer (3-6, 7-5, 6-4), alors 5e mondial. Pour sa deuxième demi-finale en Masters 1000, il doit déclarer forfait avant son match contre Novak Djokovic à cause d'une blessure à l'aine.
Son retour sur le circuit a lieu le 22 avril, pour le tournoi de Barcelone. Il se débarrasse difficilement de l'Espagnol Roberto Bautista-Agut (6-1, 4-6, 6-3) au premier tour, avant de vaincre avec beaucoup moins de difficultés Andrey Golubev (6-0, 6-4) et surtout Marin Čilić (6-1, 6-3) les jours suivants. Il s'offre ensuite une place en finale aux dépens du Letton Ernests Gulbis (6-2, 6-4) ; finale où il surclasse Santiago Giraldo (6-2, 6-2) pour s'emparer du titre et succéder à Rafael Nadal au palmarès du tournoi. C'est ainsi son premier titre sur terre battue.

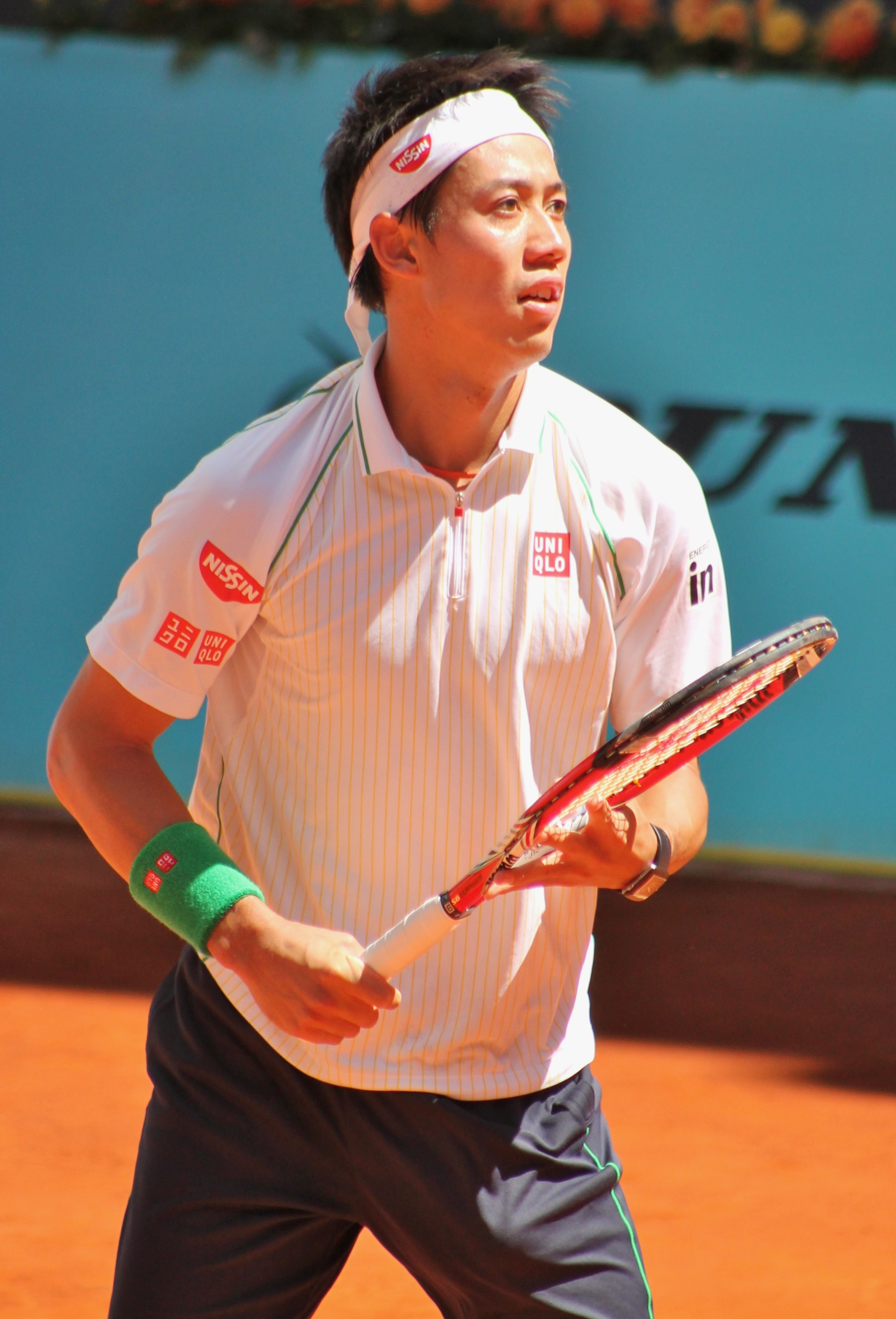
Kei Nishikori au Masters de Madrid en 2014.

Plein de confiance, il arrive à Madrid pour disputer le Mutua Madrid Open. Il domine Ivan Dodig sur le score de (6-4, 6-4) au premier tour, puis Guillermo García-López (6-3, 6-1). Il bat ensuite le Canadien Milos Raonic 9e mondial pour son premier vrai test (7-65, 7-65). Aucun problème contre Feliciano López qu'il balaie (6-4, 6-4). Lors d'un match épique de près de 3 heures, Kei se défait de l'Espagnol et spécialiste sur terre battue, David Ferrer, sur le score de (7-65, 5-7, 6-3) en demi-finale. Pour sa première finale en Masters 1000, Nishikori se retrouve face au favori Rafael Nadal (no 1 mondial) sur un court entièrement acquis à la cause de l'Espagnol. Il entame le match de la meilleure des façons en remportant le premier set 6-2 et mène très vite 4-2 dans le deuxième. Cependant, sa demi-finale jouée la veille et le rythme de ce match écrasent le Japonais, qui se fait mal au dos. Il est rattrapé et Nadal remporte le deuxième set 6-4. N'étant plus que l'ombre de lui-même, et largement sifflé par le public espagnol, Kei abandonne à 3-0 dans le troisième set. Après le tournoi, il intègre cependant pour la première fois de sa carrière le top 10 du classement ATP (9e) et devient le premier Japonais à réaliser cet exploit.
Après une contre-performance à Roland-Garros contre Martin Kližan (64-7, 1-6, 2-6) où il a été lent dans ses déplacement, inconstant dans ses frappes, inconsistant au retour et au service (50 % de premières balles et 10 doubles fautes). Ainsi qu'une élimination en huitième de finale de Wimbledon contre le Canadien Milos Raonic (6-4, 1-6, 64-7, 3-6) après avoir délivré 39 aces, il subit une blessure à un orteil qui le contraint à se faire opérer pour lui retirer un kyste au pied. Cette intervention, qui nécessite trois semaines d'arrêt complet, l'oblige de déclarer forfait pour les Masters 1000 du Canada et de Cincinnati.
Après de longues semaines d'hésitations quant à sa participation pour le dernier Grand Chelem de la saison, l'US Open, il décide d'y participer et peut s'entraîner normalement pour la première fois depuis son opération à quatre jours de son entrée en lice. Il vainc au premier tour Wayne Odesnik (6-2, 6-4, 6-2) puis au second tour Pablo Andújar (6-4, 6-1, ab). Il se débarrasse ensuite de l'Argentin Leonardo Mayer (6-4, 6-2, 6-3), puis crée la surprise face au 6e joueur mondial Milos Raonic après plus de 4 h 19 de match (4-6, 7-64, 66-7, 7-5, 6-4) et prend ainsi sa revanche sur ce dernier qui l'avait battu à Wimbledon. Il ne s'arrête pas là, puisqu'il vient ensuite à bout du no 4 mondial, Stanislas Wawrinka (3-6, 7-5, 7-67, 65-7, 6-4), une nouvelle fois dans un match très accroché avec un très bon niveau de jeu de plus de 4 h. Il a fallu attendre 79 ans après son compatriote Jirō Sato pour qu'un Japonais atteigne à nouveau les demi-finales d'un tournoi du Grand Chelem et 96 ans après Ichiya Kumagae pour revoir un Japonais en demi-finale de l'US Open,. Ce parcours exceptionnel ne s'arrête pas là, puisque Kei Nishikori élimine par la suite, à la surprise de tout le monde du tennis, le no 1 mondial et vainqueur de sept tournois du Grand Chelem, le Serbe Novak Djokovic (6-4, 1-6, 7-64, 6-3) en près de trois heures. Le Serbe n'avait perdu aucun match en Grand Chelem contre un adversaire plus jeune que lui,. Il devient ainsi le premier asiatique à jouer une finale de tournoi majeur,. Il ne remporte cependant pas son premier titre du Grand Chelem car il s'incline face à l'autre grande surprise du tournoi, le Croate Marin Čilić (3-6, 3-6, 3-6) en seulement 1 h 54, ce dernier jouant un tennis d'exception,. Il atteint son meilleur classement, 8e mondial.
Il reprend la compétition à Kuala Lumpur, où il se qualifie en finale en éliminant Rajeev Ram (6-2, 6-3), Marinko Matosevic (6-3, 6-0) ainsi que Jarkko Nieminen (6-3, 4-6, 6-2). Il s'adjuge le titre aux dépens du Français Julien Benneteau (7-64, 6-4). La semaine suivante, il est de retour chez lui à domicile pour l'Open du Japon, où il vainc sans grande difficultés lors des premiers tours Ivan Dodig (6-3, 6-4), Donald Young (6-4, 7-64) et Jérémy Chardy (6-4, 6-2). Après un match plus difficile contre Benjamin Becker (4-6, 6-0, 7-62), il remporte le septième titre de sa carrière contre le Canadien Milos Raonic (7-65, 4-6, 6-4).
Fin novembre, il s'aligne au dernier Masters 1000 de la saison à Paris-Bercy. Pour son entrée en lice, il se débarrasse de Tommy Robredo (64-7, 6-2, 6-3) dans un match accroché, puis fait de même au tour suivant contre Jo-Wilfried Tsonga (6-1, 4-6, 6-4). Ensuite, pour la troisième fois consécutivement cette saison, il bat l'Espagnol David Ferrer dans un match très accroché en trois sets (3-6, 7-65, 6-4), mettant ainsi fin aux espoirs de ce dernier pour participer au Masters de fin d'année. Il perd en demi-finale du tournoi face au no 1 mondial, Novak Djokovic (2-6, 3-6), sans avoir pu exprimer pleinement son jeu.
À la suite de sa bonne saison, il est qualifié pour le Masters de fin de saison réunissant les huit meilleurs joueurs mondiaux. Il figure dans le groupe composé du no 2 mondial Roger Federer, du no 8 mondial Milos Raonic et du no 6 mondial Andy Murray. Le 9 novembre, il entame la compétition contre ce dernier, qu'il bat pour la première fois de sa carrière, en deux sets (6-4, 6-4) et 1 h 35 de jeu. Durant son deuxième match, diminué physiquement, il s'incline contre Roger Federer (3-6, 2-6) en 1 h 10. Pour son dernier match de poule, le Canadien Milos Raonic déclarant forfait peu avant la rencontre, Kei affronte le premier remplaçant de ce masters, David Ferrer 10e mondial, qu'il bat pour la quatrième fois cette année dans un match en trois sets (4-6, 6-4, 6-1). Grâce à la nette victoire de Roger Federer sur Andy Murray plus tard dans la journée, il est officiellement qualifié pour les demi-finales. En demi-finale, il ne peut rien face au favori Novak Djokovic (1-6, 6-3, 0-6), lui prenant un set en seulement une heure et demie.
Il termine la saison à la 5e place mondiale.

### 2015: 2 titres ATP 500 mais déception en Grand Chelem et Masters 1000
Il commence sa saison par l'Open de Brisbane, où après avoir vaincu Steve Johnson (6-4, 7-5) ainsi que Bernard Tomic (6-0, 6-4), il s'incline contre le géant Canadien Milos Raonic en trois tie-break (7-64, 64-7, 64-7). Quelques jours plus tard débute l'Open d'Australie, premier tournoi du Grand Chelem de la saison. Pour son entrée en lice, il se débarrasse de Nicolás Almagro (6-4, 7-61, 6-2). Il bat ensuite lors des rencontres suivantes Ivan Dodig (4-6, 7-5, 6-2, 7-67) et Steve Johnson (67-7, 6-1, 6-2, 6-3). En huitième de finale, il élimine David Ferrer en trois sets (6-3, 6-3, 6-3), en totalisant 43 coups gagnants. Il se fait cependant sortir en quart de finale par le tenant du titre, Stanislas Wawrinka (3-6, 4-6, 66-7) en tout juste deux heures de jeu.

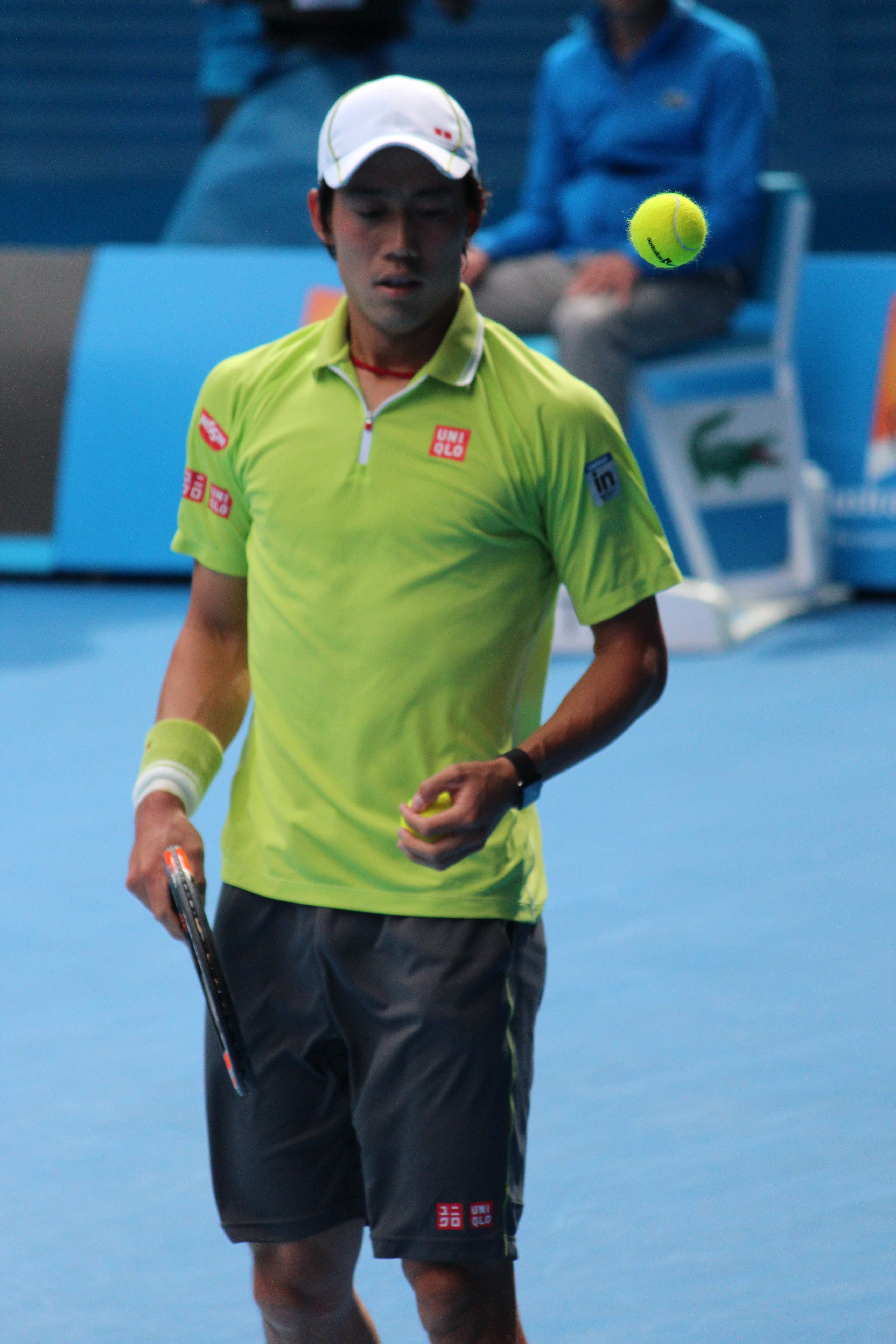
Kei Nishikori à l'Open d'Australie en 2015.

Il reprend la compétition au tournoi de Memphis dont il est le double tenant du titre. Il bat les Américains Ryan Harrison, Austin Krajicek et Sam Querrey difficilement en 3 sets à chaque fois pour se hisser en finale où il retrouve le 15e mondial Kevin Anderson. Il remporte le titre pour la 3e fois consécutive en battant le Sud-Africain en deux sets (6-4, 6-4). Il participe ensuite à l'Open du Mexique où il atteint la finale en battant à nouveau le Sud-Africain en demi-finale. Il retrouve en finale David Ferrer contre qui il s'incline en deux sets (3-6, 5-7).
Sur le ciment américain du Masters d'Indian Wells, il atteint les huitièmes en s'inclinant en deux sets face à Feliciano López et un quart de finale au Masters de Miami en tombant contre le local John Isner en deux manches à nouveau.
Ensuite, il continue sa progression de nouveau sur terre battue en gagnant l'Open de Barcelone pour la 2e fois consécutive en battant cette fois l'Espagnol Pablo Andújar en deux sets (6-4, 6-4), 1 h 34 minutes de jeu, gagnant le 5e ATP 500 de sa carrière.
Il participe au Masters de Madrid, en étant le finaliste sortant. Pour son entrée dans le tournoi, il bat difficilement en trois sets le Belge David Goffin, puis facilement (6-3, 6-3) Roberto Bautista-Agut, avant d'expédier en quart de finale le 8e mondial, David Ferrer (6-4, 6-2) en un peu plus d'une heure de jeu. En demi-finale, il se fait balayer (3-6, 4-6) par Andy Murray, futur vainqueur du tournoi. Au Masters de Rome, il avance difficilement en quart de finale en battant Jiří Veselý (7-63, 7-5) et Viktor Troicki (6-4, 6-3). En quart, il rencontre le no 1 mondial, Novak Djokovic. En offrant un beau spectacle devant un Serbe poussif, Nishikori a ses chances mais s'incline finalement (3-6, 6-3, 1-6). Il arrive à Roland-Garros en tant que tête de série no 5 et comme potentiel vainqueur. Il vainc Paul-Henri Mathieu dans un match acharné malgré le score (6-3, 7-5, 6-1), puis plus facilement Thomaz Bellucci (7-5, 6-4, 6-4) bien que ce dernier soit un bon joueur de terre et avait acquis beaucoup de confiance. Il profite du forfait de Benjamin Becker, puis bat facilement en huitième Teymuraz Gabashvili en trois sets. Il se qualifie donc pour les quarts de finale sans s'être trop dépensé et sans faire de bruit. Son adversaire en quart est Jo-Wilfried Tsonga. Les deux hommes jouent un match disputé en cinq manches avec beaucoup de rebondissements. Mené deux sets à rien, Nishikori revient à égalité mais perd l'ultime manche (1-6, 4-6, 6-4, 6-3, 3-6) en 3 h 45 de jeu.
Lors de la saison sur herbe, au tournoi de Wimbledon, Nishikori alors tête de série no 5 et sans être parfaitement à l'aise sur cette surface, bat difficilement au premier tour l'Italien Simone Bolelli en cinq manches avant de déclarer forfait avant de jouer son deuxième tour face à Santiago Giraldo à cause d'une blessure au mollet gauche.
Début de la tournée américaine, il commence à Washington en se qualifiant plutôt aisément en demi-finale en battant Duckworth, Leonardo Mayer et Sam Groth. En demie, il affronte Marin Čilić, 8e mondial pour la revanche de la finale de l'US Open, et parvient à le battre (3-6, 6-1, 6-4), un peu laborieusement en deux heures de jeu. En finale, il fait face au local John Isner et remporte le match (4-6, 6-4, 6-4) en près de deux heures, en s'adjugeant son 6e ATP 500.
À Montréal, il bat Pablo Andújar et David Goffin facilement en deux sets. Avant d'affronter Rafael Nadal, le battant (6-4, 6-2) et lui donnant une leçon pour sa première victoire contre l'Espagnol. En demi-finale, il affronte Andy Murray avec un bon début de match mais lâchant progressivement à cause de la fatigue et d'une blessure pour perdre sèchement (3-6, 0-6). Il déclare par la même occasion forfait pour Cincinnati.
Finaliste sortant à l'US Open, le Japonais tombe de haut en perdant d'entrée, au premier tour contre Benoît Paire en cinq sets (4-6, 6-3, 6-4, 66-7, 4-6) après avoir mené deux sets à un et en ayant eu deux balles de match. À la suite de cette contre-performance, il perd deux places au classement.
Pour la tournée asiatique, il doit défendre son titre chez lui à Tokyo, il bat Borna Ćorić en trois manches, Sam Querrey et à nouveau Čilić (3-6, 7-5, 6-3) mais en demi-finale, alors qu'il gagne facilement le premier set 6-1 face à Paire, il baisse physiquement et perd le match pour la deuxième fois consécutive contre le Français.
Il est qualifié pour le Masters de fin de saison au 31 octobre qui réunit les huit meilleurs joueurs mondiaux. Il figure dans le groupe composé du no 1 mondial Novak Djokovic, du no 3 mondial Roger Federer et du no 6 mondial Tomáš Berdych. Le 15 novembre, il entame la compétition contre le Serbe et est battu en deux sets secs (1-6, 1-6) et 1 h 5 de jeu. Durant son deuxième match, il prend la mesure du Tchèque (7-5, 3-6, 6-3) en 2 h 23 pour se relancer dans le groupe. Pour son dernier match de poule, il fait face au Suisse et s'incline au bout de trois manches (5-7, 6-4, 4-6), ne passant pas loin de la victoire après 2 h 10 de jeu.

### 2016: deux finales en Masters 1000, médaille de bronze aux Jeux olympiques, demi-finale à l'US Open et numéro 5 mondial en fin de saison
Il commence sa saison par l'Open de Brisbane, où après avoir battu Mikhail Kukushkin, il affronte à nouveau l'Australien Bernard Tomic en quart mais s'incline cette fois-ci en trois manches décousues. Quelques jours plus tard débute l'Open d'Australie, premier tournoi du Grand Chelem de la saison. Pour son entrée en lice, il se débarrasse de Philipp Kohlschreiber (6-4, 6-3, 6-3). Il bat ensuite lors des rencontres suivantes Austin Krajicek (6-3, 7-65, 6-3) et Guillermo García-López (7-5, 2-6, 6-3, 6-4) un peu plus difficilement. En huitième de finale, il élimine Jo-Wilfried Tsonga 10e mondial, en trois petits sets (6-4, 6-2, 6-4), en tout juste 2 heures. Il se fait cependant sortir sèchement en quart de finale par le tenant du titre, Novak Djokovic (3-6, 2-6, 4-6) en tout juste deux heures de jeu.
Il participe ensuite au tournoi de Memphis dont il est le triple tenant du titre. Il s'y impose à nouveau en battant en finale le jeune espoir américain Taylor Fritz (6-4, 6-4) et remporte son 11e titre ATP.
Il revient en meilleur forme dès la Coupe Davis, où il affronte au premier tour la Grande-Bretagne. Il bat d'abord le premier jour Daniel Evans en trois manches pour égaliser, puis affronte le dimanche Andy Murray 2e mondial, contre qui il fait un match serré de plus de quatre heures cependant perdu (5-7, 66-7, 6-3, 6-4, 3-6), après être revenu dans la partie et avoir mené 2-0 dans le cinquième set. Les Japonais se font éliminer et doivent passer par les barrages pour rester dans le groupe mondial. Ensuite, il commence la tournée américaine au Masters d'Indian Wells, passant ses deux premiers tours sans perdre de set, même s'il a besoin de deux tie-breaks pour battre Steve Johnson. En huitième, il retourne une situation bien mal embarquée contre John Isner 11e mondial. Après avoir perdu sèchement le premier set 1-6, il gagne les deux suivants aux tie-breaks contre le grand serveur. Il affronte ensuite Rafael Nadal 5e mondial, en quarts mais perd (4-6, 3-6) en 1 h 33 sans avoir réellement combattu.
Il enchaîne avec le Masters de Miami où il passe ses adversaires en deux sets sans encombre et en laissant peu d'énergie dans les matchs contre le qualifié Pierre-Hugues Herbert (6-2, 7-64), Alexandr Dolgopolov (6-2, 6-2) et Roberto Bautista-Agut (6-2, 6-4), profitant d'un tableau dégagé pour aller en quarts. À ce stade, il rencontre Gaël Monfils 16e mondial, dans un match étouffant par la chaleur, d'une belle intensité avec de multiples rebondissements. Nishikori sauve cinq balles de match, dont trois à la suite, dans une lutte de très haut niveau, notamment dans la dernière manche, s'imposant (4-6, 6-3, 7-63) en deux heures et demie. Cela lui permet de se qualifier pour sa deuxième demi-finale à Miami (après l'édition 2014) où il affronte un novice à ce stade, Nick Kyrgios 26e mondial. Il élimine le jeune Australien (6-3, 7-5) en moins d'une heure et demie, pour atteindre la deuxième finale en Masters 1000 de sa carrière où il retrouve le no 1 mondial Novak Djokovic. Il perd (3-6, 3-6) en 1 h 26, malgré avoir pris trois fois le service de son adversaire, perdant à nouveau une finale importante.

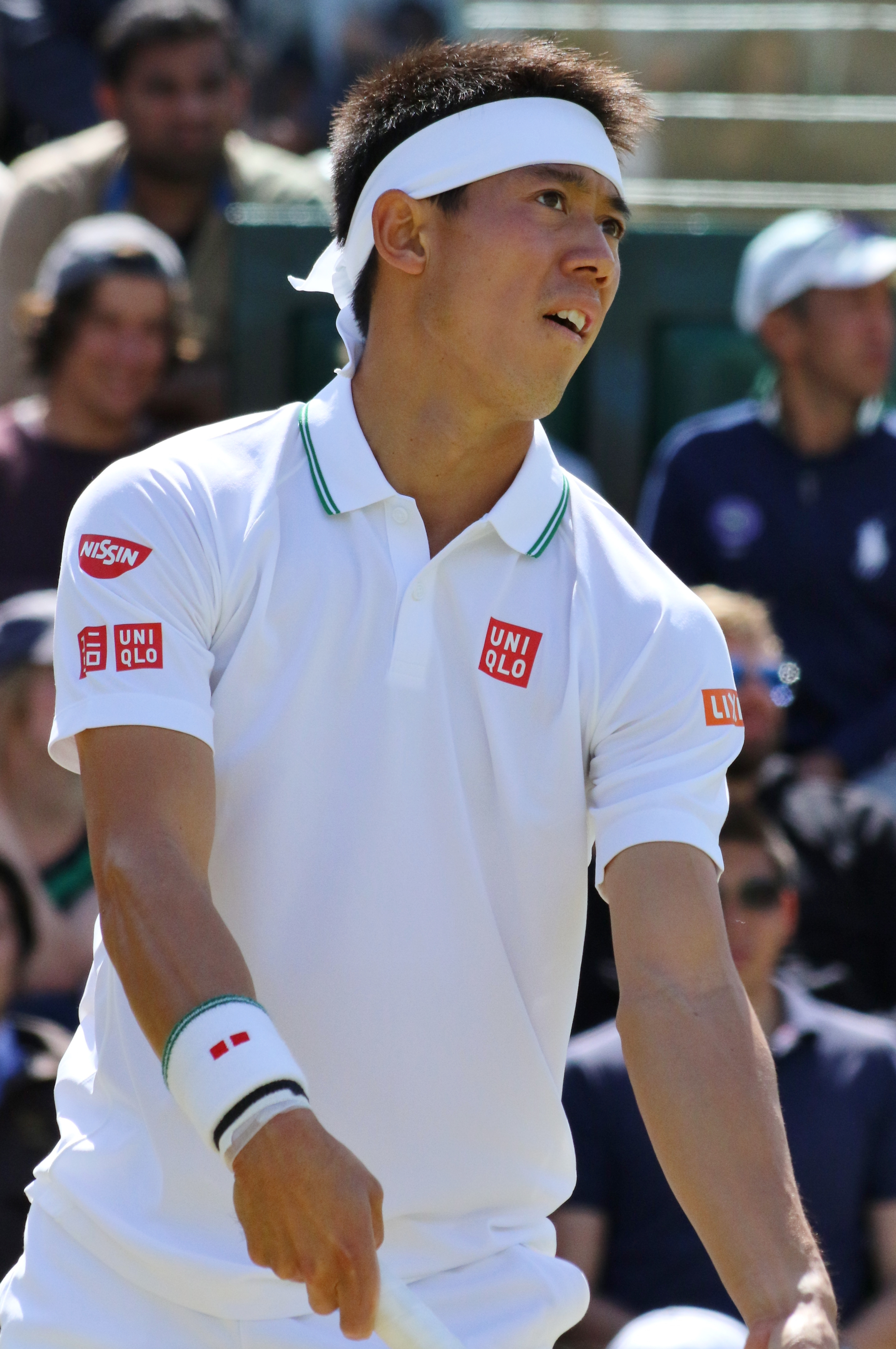
Kei Nishikori au service à Wimbledon en 2016.

Pour la troisième année consécutive, il atteint la finale du tournoi de Barcelone, mais il s'incline finalement (4-6, 5-7) en 2 h 4 contre Rafael Nadal.
Il participe ensuite au Masters de Madrid. Il bat d'abord difficilement Fabio Fognini en trois manches (6-2, 3-6, 7-5), alors qu'il était mené 3-5 dans l'ultime manche, puis bat pour la première fois le Français Richard Gasquet (6-4, 7-5) pour leur septième confrontation, en proposant un super match avec 37 coups gagnants pour 26 fautes directes. En quart, il s'impose contre Nick Kyrgios sans se faire breaker (66-7, 7-61, 6-3) en 2 h 38. En demi-finale, il fait face à Novak Djokovic et oppose une certaine résistance notamment dans la deuxième manche (3-6, 64-7) mais finit cependant par s'incliner en deux heures de jeu, avec un rapport coups gagnants/fautes directes positif.
La semaine suivante, au Masters de Rome, il perd un set contre Viktor Troicki avant de dérouler (5-7, 6-2, 6-3), puis bat à nouveau au même stade Richard Gasquet, cette fois-ci plus facilement (6-1, 6-4). En quart, il affronte le 15e mondial Dominic Thiem, tombeur de Federer au tour précédent, qu'il rencontre pour la première fois sur terre battue, et s'impose assez facilement (6-3, 7-5). Il retrouve en demi-finale, Novak Djokovic (déjà rencontré à Madrid) qu'il domine durant le premier set puis pousse au tie-break du troisième mais s'incline à nouveau (6-2, 4-6, 65-7) dans un match marathon exceptionnel d'intensité et de qualité après 3 heures de match.
Il arrive à Roland-Garros en forme et en tant que prétendant, il bat facilement Simone Bolelli et Andrey Kuznetsov en trois manches avant d'éprouver bien plus de difficultés face à Fernando Verdasco où il sera rejoint mais gagnera finalement (6-3, 6-4, 3-6, 2-6, 6-4) pour affronter Richard Gasquet. Il sera assez loin de son niveau, il perdra en quatre manches (4-6, 2-6, 6-4, 2-6) et laissant échapper une occasion d'aller loin.
La saison sur herbe n'est pas très bonne. Il déclare forfait pour son deuxième tour à Halle, puis au tournoi de Wimbledon il abandonne en huitièmes de finale contre Marin Čilić dans la deuxième manche.
Il commence la tournée américaine par le Masters du Canada. Troisième tête de série, il se qualifie facilement pour les quarts de finale où il bat Grigor Dimitrov en 3 sets. Il bat ensuite Stanislas Wawrinka 5e mondial, en demi-finale (7-66, 6-1) après avoir été mené 2-5 et profitant du dégoupillage du Suisse. Pour retrouver le no 1 mondial Novak Djokovic (3-6, 5-7) en 1 h 24, qui l'empêche une nouvelle fois de remporter son premier Masters 1000.
Lors des Jeux olympiques, avec des adversaires à sa portée, il passe facilement contre Albert Ramos-Viñolas (6-2, 6-4) au premier tour, puis bat John Millman (7-64, 6-4) et Andrej Martin en huitième (6-2, 6-2) pour affronter Gaël Monfils 11e mondial en quart. Il s'impose au terme d'un match serré de 2 h 53 de jeu (7-64, 4-6, 7-66) en écartant trois balles de match, et affronte en demi-finale le champion olympique en titre Andy Murray 2e mondial, pour une place en finale. Il perd sèchement (1-6, 4-6) en 1 h 20 en n'obtenant aucune balle de break. Il reconnait qu'il était juste physiquement et que « sa concentration n'a pas été suffisamment forte pour battre l’Écossais ». Il se remobilise mentalement et physiquement pour disputer la petite finale contre le no 5 mondial Rafael Nadal. Alors qu'il menait 6-2, 5-2, Nishikori se fait remonter et perd la deuxième manche au tie-break. Il se concentre à nouveau pour finir le match (6-2, 61-7, 6-3) en presque trois heures, s'adjugeant la médaille de bronze en simple et devenant le premier Japonais à gagner une médaille en tennis depuis 1920.
À l'US Open, il commence timidement son tournoi en perdant un set à chaque fois contre Benjamin Becker, le qualifié Karen Khachanov et le Français Nicolas Mahut (4-6, 6-1, 6-2, 6-2) pour passer en deuxième semaine. Puis il bat avec autorité le grand serveur Ivo Karlović (6-3, 6-4, 7-64) sans se faire breaker, se qualifiant à nouveau pour les quarts. Après de multiples déceptions et frustrations cette année, il bat enfin le no 2 mondial Andy Murray (1-6, 6-4, 4-6, 6-1, 7-5) en un peu plus de quatre heures de jeu dans un match maîtrisé et se qualifie pour le dernier carré, une première en Grand Chelem depuis sa finale à l'US Open 2014,. Il tombe finalement face à un excellent Stanislas Wawrinka no 3 mondial, futur vainqueur du tournoi, sur lequel il bute en 4 sets (6-4, 5-7, 4-6, 2-6) alors qu'il menait 6-4, 2-0, au terme d'un âpre combat de plus de trois heures de jeu.
Après un abandon chez lui au deuxième tour de Tokyo et un forfait au Masters de Shanghai, le 12 octobre, il est le cinquième qualifié pour le Masters de Londres.
Au tournoi de Bâle en indoor, il se qualifie pour la finale en battant pour la première fois l'Argentin Juan Martín del Potro (7-5, 6-4) en quart, puis difficilement, et après avoir sauvé une balle de match d'un magnifique lob, Gilles Müller (4-6, 7-63, 6-3) en demi-finale en 2 h 18. Il perd contre l'homme en forme en cet automne, le Croate Marin Čilić (1-6, 65-7) en 1 h 37. Puis il perd en huitième contre le Français Jo-Wilfried Tsonga au Masters de Paris-Bercy (6-0, 3-6, 63-7), après un premier set abouti en 22 minutes, avoir servi pour le match à 5-3 et manqué deux balles de quart de finale après deux heures de jeu.
Au Masters de Londres, il est placé dans le Groupe John McEnroe avec le nouveau no 1 mondial Andy Murray, le 3e mondial Stanislas Wawrinka et le 7e Marin Čilić. Il remporte son premier match facilement (6-2, 6-3) contre le Suisse Wawrinka, battant son premier top 3 dans cette catégorie de tournoi, puis perd son deuxième contre Murray (7-69, 4-6, 4-6) dans un match fantastique et épique de par son suspense, ainsi que son intensité, d'une durée de 3 h 20, devenant le deuxième plus long match de l'histoire du Masters. Après un premier set acquis facilement, il perd les deux suivants (6-3, 2-6, 3-6) en 1 h 53 contre le Croate Čilić, mais passe en demi-finale en ayant remporté qu'un seul match et ayant pour objectif de finir l'année sur le podium. Il se fait cependant dominer par le no 2 mondial Novak Djokovic, en un peu plus d'une heure de jeu (1-6, 1-6), épuisé de ses matchs précédents et termine finalement l'année à la cinquième place mondiale.
Il termine ainsi sa saison avec un titre, une demi-finale en Grand Chelem, deux finales de Masters 1000 et termine à la cinquième place mondiale comme en 2014.

### 2017: saison sans titre, blessure et sortie du top 20
Kei Nishikori commence son année à l'Open de Brisbane en tant que tête de série numéro 3. Il vient à bout du qualifié Jared Donaldson en trois manches, avant de dérouler contre Jordan Thompson. Il bat ensuite à nouveau le Suisse Stanislas Wawrinka, 4e mondial (7-63, 6-3), pour se qualifier pour sa première finale en Australie. Il perd contre le 17e mondial, Grigor Dimitrov (2-6, 6-2, 3-6) en 1 h 48, après avoir demandé un temps mort médical à la fin de la deuxième manche, et n'a été que l'ombre de lui-même, loin du niveau affiché la veille. Quelques jours plus tard débute l'Open d'Australie, premier tournoi du Grand Chelem de la saison. Pour son entrée en lice, il bat difficilement Andrey Kuznetsov (5-7, 6-1, 6-4, 66-7, 6-2), passant pas loin de l'élimination. Il déroule ensuite lors des rencontres suivantes face à Jérémy Chardy (6-3, 6-4, 6-3) et Lukáš Lacko (6-4, 6-4, 6-4). En huitième de finale, il affronte le Suisse Roger Federer 17e mondial, de retour sur les cours après ses six mois de repos. Dans un match marathon à suspense et intense avec de jolis coups, il finit par perdre (7-64, 4-6, 1-6, 6-4, 3-6) en 3 h 23.
Il reprend mi-février à l'Open d'Argentine à Buenos Aires sur terre battue, étant tête de série numéro 1, il parvient en finale avec des matchs difficile contre les locaux Diego Schwartzman (5-7, 6-2, 6-2) et Carlos Berlocq (4-6, 6-4, 6-3) en près de trois heures. Il s'incline cependant en 1 h 40 contre le 66e mondial, Alexandr Dolgopolov (64-7, 4-6) de retour à un bon niveau cette semaine. Il enchaîne une deuxième défaite consécutive au tournoi de Rio de Janeiro, au premier tour contre le local Thomaz Bellucci, (4-6, 3-6) en 1 h 20 et confirmant ses difficultés actuelles.
Pour la tournée américaine, il dispute le Masters d'Indian Wells qui lui réussit en général moyennement. Il parvient en quart de finale en battant Daniel Evans, Gilles Müller et Donald Young sans perdre de set, mais s'incline contre le 18e mondial, Jack Sock (3-6, 6-3, 2-6) en 1 h 48. Au Masters de Miami, il atteint difficilement les quarts de finale en battant Kevin Anderson, Fernando Verdasco (7-62, 65-7, 6-1) et Federico Delbonis (6-3, 4-6, 6-3) dans un match gêné par une blessure mais remporte la rencontre. Il se fait battre sèchement (4-6, 2-6) en une heure contre le 40e mondial, Fabio Fognini à cause de sa blessure. Toujours ennuyé par sa blessure au poignet droit, il déclare forfait pour le tournoi de Barcelone.
Il commence la saison sur terre battue au Masters de Madrid. Après avoir battu Diego Schwartzman (1-6, 6-0, 6-4) et David Ferrer (6-4, 6-3), il déclare forfait avant son quart de finale contre Novak Djokovic. Ensuite au Masters de Rome, il bat à nouveau David Ferrer (7-5, 6-2) plus difficilement, avant d'être vaincu par Juan Martín del Potro (64-7, 3-6).
Éliminé prématurément, il accepte une wild card au tournoi de Genève pour reprendre du rythme et de la confiance. Après avoir écarté plusieurs balles de match contre Kevin Anderson en quart, il s'incline (4-6, 6-3, 3-6) au tour suivant contre le qualifié Mischa Zverev. Il arrive à Roland-Garros sans grand repère. Il s'impose avec difficulté lors de ses premiers tours contre Thanasi Kokkinakis (4-6, 6-1, 6-4, 6-4), puis Jérémy Chardy (6-3, 6-0, 7-65). Au troisième tour, il vient à bout du Sud-Coréen Chung Hyeon (7-5, 6-4, 64-7, 0-6, 6-4), souffrant pendant presque quatre heures (après une interruption due à la nuit la veille et se finissant sur une double faute à la balle de match),. Après un démarrage poussif, en prenant une bulle contre Fernando Verdasco, il rentre par la suite dans son match et s'impose en 2 h 35 (0-6, 6-4, 6-4, 6-0) pour se qualifier en quart de finale comme en 2015,. Il perd en quart contre le no 1 mondial, Andy Murray (6-2, 1-6, 60-7, 1-6) après avoir remporté la première manche puis résisté dans la troisième manche, avant de lâcher. D'un niveau assez fluctuant, entre bons coups et grossières fautes, il manque une opportunité d'aller dans le dernier carré,.
Il réalise une saison sur gazon très moyenne, battu au second tour à Halle par Karen Khachanov puis au troisième tour à Wimbledon par Roberto Bautista-Agut.
Pour la tournée américaine, il bat Juan Martín del Potro en huitièmes de finale du tournoi de Washington et se qualifie en demi-finale où il est battu par le futur vainqueur Alexander Zverev (3-6, 4-6) en demie.
Il perd ensuite dès son premier match au Masters du Canada face à Gaël Monfils dans un match serré (7-64, 5-7, 66-7). Touché au poignet depuis plusieurs mois, il déclare ensuite forfait pour le reste de la saison. Il termine donc son année sans titre, une première depuis 2011.

### 2018: demi-finale à l'US Open,4efinale en Masters 1000, 2 finales ATP 500 et retour dans le top 10
Kei Nishikori commence sa saison sur le circuit Challenger en février, après avoir été forfait pour les tournois préparatoires et l'Open d'Australie. Insuffisamment remis de sa blessure au poignet, il retrouve le chemin des courts de tennis, une première depuis août 2017. Il remporte le Challenger de Dallas en battant en finale Mackenzie McDonald (6-1, 6-4). Il revient sur le circuit principal à l'Open de New York. Il passe Noah Rubin, Evgeny Donskoy et Radu Albot en perdant un set pour aller en demi-finale. Il s'incline (1-6, 6-3, 64-7) contre le futur lauréat et 11e mondial, Kevin Anderson en 2 h 11 de jeu, après un premier set perdu trop rapidement, mais avec une belle bagarre dans le troisième set.

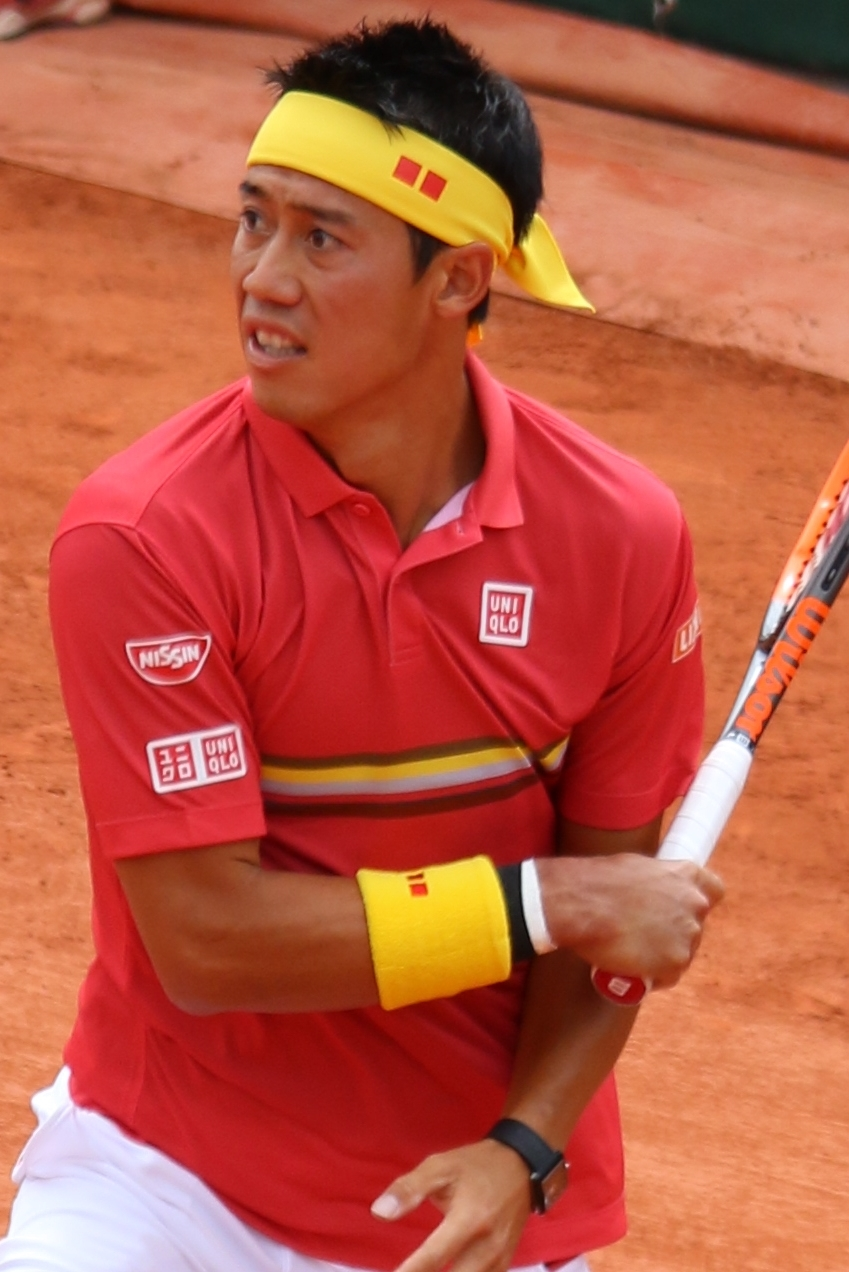
Kei Nishikori à Roland-Garros en 2018.

Le Japonais revient en meilleure forme au début de la saison sur terre battue au Masters de Monte-Carlo. Il bat la tête de série numéro 12, Tomáš Berdych (4-6, 6-2, 6-1), son premier top 20 depuis janvier 2017. Puis il passe Daniil Medvedev (7-5, 6-2) et le qualifié Andreas Seppi (6-0, 2-6, 6-3) pour atteindre les quarts de finale. Il réalise un gros match contre le 3e mondial, Marin Čilić (6-4, 61-7, 6-3) de près de trois heures de jeu pour arriver dans le dernier carré,. Il vainc ensuite le 4e mondial, Alexander Zverev (3-6, 6-3, 6-4) en 2 h 13 pour se qualifier pour sa 4e finale de Masters 1000, la première depuis Toronto 2016. Il perd (3-6, 2-6) contre le maître des lieux, le no 1 mondial Rafael Nadal après 1 h 33 de jeu, étant trop fatigué de sa bonne semaine,.
Après deux éliminations précoces, il atteint les quarts de finale au Masters de Rome en battant Feliciano López (7-65, 6-4), puis le 4e mondial, Grigor Dimitrov (64-7, 7-5, 6-4) dans un match à nouveau marathon et l'Allemand Philipp Kohlschreiber (6-1, 6-2), avant de se faire stopper par Novak Djokovic tête de série numéro 11 (6-2, 1-6, 3-6) au terme d'un match décousu de 2 h 21 de jeu.
Vient ensuite le tournoi de Roland-Garros. Nishikori se qualifie pour les huitièmes de finale en battant les Français Maxime Janvier, Benoît Paire en cinq sets et Gilles Simon. Il s'incline en 2 h 28 contre le 7e mondial, Dominic Thiem (2-6, 0-6, 7-5, 4-6) et futur finaliste.
Sur herbe au tournoi de Wimbledon, il franchit le qualifié Christian Harrison et Bernard Tomic en quatre manches, puis la tête de série numéro 15, Nick Kyrgios (6-1, 7-63, 6-4) pour atteindre la seconde semaine. Il atteint pour la première fois de sa carrière les quarts de finale en battant le qualifié Ernests Gulbis (4-6, 7-65, 7-610, 6-1), mais s'incline au tour suivant face au futur lauréat, le Serbe Novak Djokovic (3-6, 6-3, 2-6, 2-6) au bout de 2 h 35.
En août, il entame sa tournée américaine à l'Open de Washington où il arrive en quart de finale avec une victoire sur Denis Shapovalov (7-61, 6-3) mais tombe contre le futur lauréat, le no 3 mondial Alexander Zverev (6-3, 1-6, 4-6) en 1 h 45. À l'US Open en tant que tête de série numéro 21, il passe facilement Maximilian Marterer et sur abandon Gaël Monfils, avant de battre la tête de série numéro 13, Diego Schwartzman (6-4, 6-4, 5-7, 6-1) pour atteindre les huitièmes. Puis il bat tranquillement (6-3, 6-2, 7-5) en 2 h 16, l'Allemand Philipp Kohlschreiber pour rallier les quarts de finale,. Il vainc ensuite dans la douleur au terme d'un match tendu et serré le 7e mondial, Marin Čilić (2-6, 6-4, 7-65, 4-6, 6-4) après plus de quatre heures de jeu pour atteindre le dernier carré, une première en Grand Chelem depuis 2016. Il affronte à ce stade Novak Djokovic pour tenter de se qualifier pour sa 2e finale de Grand Chelem, mais s'incline (3-6, 4-6, 2-6) en 2 h 23 sans parvenir à rivaliser avec le Serbe. Grâce à son parcours, Nishikori grimpe de sept places pour être 12e mondial et 10e à la Race.
À l'Open de Moselle, il arrive en demi-finale mais perd (6-2, 4-6, 5-7) contre le qualifié Matthias Bachinger. Nishikori commence son sprint final par l'Open du Japon. Il vainc notamment Benoît Paire, le jeune Stéfanos Tsitsipás (6-3, 6-3) et le second Français Richard Gasquet (7-62, 6-1) pour atteindre la finale. Il s'incline sèchement (2-6, 4-6) à la dernière marche contre le Russe Daniil Medvedev. Puis au Masters de Shanghai, il tombe en 1/4 de finale (4-6, 64-7) dans un match encourageant face au 2e mondial, Roger Federer.
Sur les tournois indoor d'abord à l'Open de Vienne, il réalise une grosse semaine. Il écarte le dangereux Karen Khachanov (6-2, 6-2) au 2e tour, puis la tête de série numéro 1 et 7e mondial, Dominic Thiem (6-3, 6-1), avant d'écarter le qualifié Mikhail Kukushkin en deux sets pour s'offrir une autre finale. Il chute à nouveau sur la dernière marche d'un tournoi face au Sud-Africain Kevin Anderson alors 8e mondial. Il reste alors sur une série de neuf défaites consécutives en finale, son dernier titre remontant à 2016.
Puis au Masters de Paris-Bercy, il arrive en quart de finale après sa revanche sur Anderson au tour d'avant pour après à nouveau s'incliner (4-6, 4-6) face au Suisse Federer. Au Masters de Londres, il est placé dans le Groupe Lleyton Hewitt avec le no 3 mondial, Roger Federer, le no 6 mondial, Kevin Anderson et le no 8 mondial, Dominic Thiem. Pour son ouverture, il crée la sensation en s'offrant Roger Federer (7-64, 6-3) en 1 h 27 mais passe complètement à côté de ses deux derniers matchs de poule face à Anderson (0-6, 1-6) en tout juste une heure et Thiem (1-6, 4-6) en 1 h 24.
Il termine sa saison à la 9e place mondiale, en net progrès par rapport à la saison précédente.

### 2019: un titre, 3 quarts de finale en Grand Chelem et réintégration du top 5
Kei Nishikori commence son année à l'Open de Brisbane en tant que tête de série numéro 2. Il se qualifie pour la finale en battant Denis Kudla, Grigor Dimitrov (7-5, 7-5) et Jérémy Chardy avant de s'imposer et prendre sa revanche de Tokyo en battant le Russe Daniil Medvedev en trois manches (6-4, 3-6, 6-2) après avoir été mené 3-0 dans la 1re manche le tout en deux heures de jeu. À l'Open d'Australie, Nishikori éprouve de grosses difficultés à passer le qualifié Kamil Majchrzak (mené deux sets à rien), l'emportant sur abandon dans la 5e manche, puis le Croate Ivo Karlović (6-3, 7-66, 5-7, 5-7, 7-67) dans une rencontre trois heures et 48 minutes, en ayant subi 59 aces. Puis il passe avec facilité en trois sets João Sousa pour atteindre les 1/8 de finale. Il affronte la tête de série numéro 23 Pablo Carreño Busta pour s'imposer au super tie-break après avoir été mené deux manches à rien sur une durée totale de plus de cinq heures de jeu marqué par des crampes et une erreur d'arbitrage. Après ses multiples marathon sur son parcours, il abandonne en quart de finale face au no 1 mondial, Novak Djokovic après 52 minutes.
En février, il revient au tournoi de Rotterdam en tant que tête de série numéro 1. Il perd un set contre le Français Pierre-Hugues Herbert, récent finaliste du tournoi de Montpellier, puis se qualifie pour le dernier carré en écartant Ernests Gulbis et Márton Fucsovics. Il s'incline (2-6, 6-4, 4-6) en 2 h 13 aux portes de la finale contre le Suisse Stanislas Wawrinka qui revient à un bon niveau. Puis à l'Open de Dubaï en tant que tête de série numéro 1 à nouveau, il s'incline (5-7, 7-5, 2-6) contre le jeune et prometteur Polonais Hubert Hurkacz.
À Roland-Garros, il se qualifie pour les quarts de finale où il est battu par Rafael Nadal.
À Wimbledon, il se qualifie pour les quarts de finale où il est battu par Roger Federer.

### 2020: saison écourtée
Kei Nishikori, 31e joueur mondial en août 2020 ne peut participer à l'US Open car il est testé positif à la covid-19.
Il reprend la saison en septembre où il perd au premier tour du tournoi de Kitzbühel et du tournoi de Hambourg. Il ne passe que deux fois le premier tour : à Rome et à Roland-Garros.

### 2021
Kei Nishikori démarre sa saison à l'ATP Cup où il perd ses deux matchs. À l'Open d'Australie, il fait face à la 14e tête de série Pablo Carreño Busta contre qui il s'incline. À Rotterdam, il reprend des couleurs en arrivant en quart en battant Félix Auger-Aliassime et Alex de Minaur avant d'être éliminé par Borna Ćorić. Par la suite lors du tournoi de Marseille, il est éliminé dès le premier tour par Pierre-Hugues Herbert.
À Dubaï, il élimine Reilly Opelka, David Goffin et Aljaž Bedene puis perd en quart face à Lloyd Harris. De même il réalise un bon parcours à Barcelone en éliminant Guido Pella, puis Cristian Garín. Il perd face à Rafael Nadal. Il perd au second tour à Madrid et au troisième à Rome toujours face à Alexander Zverev.
Lors de Roland-Garros, il arrive jusqu'en huitièmes de finale. Pour cela il bat Alessandro Giannessi au premier tour, puis au second tour Karen Khachanov alors tête de série 23, et au tour suivant Henri Laaksonen. C'est Alexander Zverev qui met fin à son parcours encore une fois. Il vainc Ričardas Berankis à Halle avant de perdre face à Sebastian Korda. À Wimbledon, il échoue au second tour face à Jordan Thompson après avoir éliminé Alexei Popyrin au premier.
Aux Jeux olympiques de Tokyo, il bat son premier top 10 depuis plus de deux ans en la personne d'Andrey Rublev. Il poursuit son parcours éliminant Marcos Giron et Ilya Ivashka. Il se fait éliminer en quart par le numéro un mondial Novak Djokovic. En double il est associé à Ben McLachlan. Ils arrivent en huitièmes de finale en éliminant la paire portugaise João Sousa - Pedro Sousa, puis les Britanniques tête de série numéro 7 Jamie Murray -Neal Skupski. Ils se font éliminer par la paire croate Nikola Mektić - Mate Pavić.
Engagé sur le tournoi de Washington, il arrive jusqu'en demi-finale en éliminant Sam Querrey, Alexander Bublik, Cameron Norrie et Lloyd Harris. En demi-finale, Mackenzie McDonald met fin à son parcours. À Toronto, il passe le premier tour face à Miomir Kecmanović puis déclare forfait. Lors de l'US Open, il passe le premier tour face à Salvatore Caruso, puis le second face à Mackenzie McDonald prenant ainsi sa revenche sur sa défaite au tournoi de Washington. Au troisième tour il est éliminé par Novak Djokovic. À Indian Wells, il passe João Sousa au premier tour mais échoue au second tour face à Daniel Evans.
En fin d'année, Kei Nishikori poste sur twitter une image représentant trois minions sur une raquette à côté de deux balles de tennis. Le message signifie qu'il va devenir papa.

### 2022: opération de la hanche
Kei Nishikori se fait opérer de la hanche en début d'année. Il est alors absent des courts, ce qui a pour conséquences de le faire reculer davantage dans le classement mondial. En pleine rééducation il se confie au site Tennis World : « Après avoir souffert pendant deux mois, je n'ai pas pu me retenir (et j'ai finalement été opéré). On a découvert que ma hanche était à deux doigts de ressembler à celle de Murray (ce qui signifie qu'une arthroplastie de la hanche est nécessaire). Avec le recul, c'était bien d'être opéré. J'aurais aimé l'avoir fait deux mois plus tôt, mais on ne peut rien y faire. »

### 2023: titre en challenger dès son retour, quarts de finale à Atlanta
Kei Nishikori fait son retour à la compétition en juin 2023 lors du tournoi Challenger de Palmas del Mar (en) à Porto Rico, 20 mois après son dernier match en octobre 2021. Il remporte le titre en battant en finale Michael Zheng (6-2, 7-5). Il s'aligne ensuite au Challenger de Bloomfield Hills où il perd au deuxième tour face à Denis Kudla. Invité au tournoi Challenger de Chicago, il y passe deux tours avant de s'incliner contre Alex Michelsen.
En juillet, pour son retour sur le circuit principal au tournoi d'Atlanta, il bat en deux sets serrés Jordan Thompson (7-6, 7-6), sa première victoire contre un top 100 depuis son retour. Il élimine ensuite le qualifié Shang Juncheng avant de perdre en quarts de finale contre la tête de série no 1, Taylor Fritz (6-4, 6-2).
Une nouvelle blessure, au genou, le contraint à renoncer à la fin de la saison.

### 2024: deuxième come-back, quarts de finale à Montréal, titre en challenger
Après huit mois d'absence sur le circuit, alors qu'il est redescendu à la 351e place mondiale, il reçoit une invitation pour le Masters 1000 de Miami où il perd dès le premier tour contre le 40e mondiale, Sebastian Ofner (6-3, 6-4).
N'ayant joué qu'un seul match en 2024, il participe au tournoi de Roland-Garros où il affronte au premier tour le Canadien Gabriel Diallo, issu des qualifications et 166e mondial. S'imposant en cinq sets (7-5, 7-6, 3-6, 1-6, 7-5), il renoue avec la victoire sur le circuit principal, ce qui ne lui était plus arrivé depuis Atlanta en juillet 2023.
Aligné aux  Jeux olympiques, il essuie un échec au premier tour en simple face à Jack Draper. Associé en double messieurs à Taro Daniel, il est aussi éliminé au premier tour. Il a plus de succès en double mixte avec Ena Shibahara. Ensemble, ils passent le premier tour face aux Français Caroline Garcia et Édouard Roger-Vasselin (6-4, 3-6, 10-7).
Il passe son premier tour en trois sets contre Alex Michelsen à Montréal. Il se retrouve alors face à Stéfanos Tsitsipás, 11e mondial et tête de série numéro 8. Sur un double 6-4, il élimine ce dernier. Après un match en deux sets (6-3, 6-4) face à Nuno Borges, il accède aux quarts de finale. Face à Matteo Arnaldi, il échoue en deux sets (6-4, 7-5).
Absent de l'US Open de par son classement, il part en Italie sur le circuit Challenger. Il se rend à Côme et fait face au local Samuel Vincent Ruggeri au premier tour. Il passe le 1er tour facilement (6-2, 6-1). Au tour suivant, il croise la route d'un ancien top 20 mondial, passé par les qualifications pour ce tournoi, Nikoloz Basilashvili. Il profite de l'abandon de ce dernier en ayant toutefois remporté le premier set et trois jeux du second (6-1, 3-1). Il déclare ensuite forfait face au jeune Français Gabriel Debru. Invité à Chengdu, il hérite d'un premier tour piège, face au 67e mondial, le local Shang Juncheng. Contrairement à leur dernière rencontre, il perd face à ce joueur.
Invité à  Tokyo, il rencontre dès le premier tour Marin Čilić qui l'a vaincu lors de l'US Open 2014. Il vainc son adversaire en trois sets (6-4, 3-6, 6-3). Il arrive en quarts de finale après avoir éliminé Jordan Thompson (6-3, 6-3). Il perd à ce stade en trois sets (3-6, 6-2, 7-5) contre Holger Rune. Invité à Shanghai, il passe le premier tour en trois sets (3-6 6-4 6-3) face au 40e mondial, Mariano Navone.
Il s'aligne ensuite en challenger à Bratislava. Il croise la route du français ex top 50 Constant Lestienne en quarts de finale. Il vainc ce dernier en trois sets et se retrouve face à la 1e tête de série, le 59e mondial, Roman Safiullin. Il perd en deux sets à ce stade. À Helsinki, il élimine coup sur coup Nicolas Alvarez Varona, puis Jerome Kym et Jacob Fearnley. Il améliore donc son parcours en challenger en arrivant en demi-finale. Il y vainc Max Hans Rehberg et accède donc à sa première finale de l'année face à  Luca Nardi. Il remporte le titre en trois sets (3-6 6-4 6-1). C"est le premier titre de l'année pour lui.

### 2025: retour dans le top 70 et finale en ATP 250 à Hong Kong
106e mondial, il est invité fin décembre au tournoi de Hong Kong, qui a lieu jusqu'au 5 janvier. Pour le premier tour, il doit faire face pour la 3e fois à Denis Shapovalov. Il bat son adversaire classé 56e en deux sets (6-2, 6-3) en moins d'une heure. Il est alors confronté à un joueur contre qui il a un bilan positif, le 13e mondial et 3e tête de série Karen Khachanov. Il obtient son billet pour les quarts de finale en trois sets (4-6, 6-3, 7-5). Grâce à ce résultat, il est assuré de revenir dans le top 100. Il bat ensuite Cameron Norrie en trois sets (6-3, 3-6, 6-2) pour se retrouver face à Shang Juncheng. Après 22 minutes de jeu, il profite de l'abandon de son adversaire pour rallier la finale, sa première sur le circuit principal depuis six ans, où il affronte Alexandre Müller. Il perd à ce stade en trois sets malgré le gain de la première manche (6-2, 1-6, 3-6).
Aligné à l'Open d'Australie et 74e mondial, il se confronte au premier tour à Thiago Monteiro. Il remporte le match mais tombe ensuite sur Tommy Paul qui l'élimine en quatre sets. En coupe Davis, il se confronte à Jacob Fearnley qui le vainc en deux sets (6-3 6-3); mais il se ressaisie et vainc Billy Harris (6-2 6-3). Le Japon passe au tour suivant grâce à 3 victoires pour 2 défaites. À Indian Wells, il passe le premier tour face à Jaume Munar en trois sets. Ugo Humbert l'élimine au tour suivant.
Il se rend à Phoenix pour le challenger. 76e mondial, il est confronté à Luca Nardi (67e). Il remporte son match en deux sets (6-4 6-3). Il profite ensuite de l'abandon de Mikhail Kukushkin. Il élimine en trois sets (6-2 4-6 6-4) la 2e tête de série et 40e mondial Flavio Cobolli. João Fonseca l'élimine en deux sets (6-3 6-3).
Pour son premier tour sur terre battue à Houston il élimine Mitchell Krueger, mais perd ensuite contre le local Christopher Eubanks. À Madrid; il hérite d'un premier tour piège face à Aleksandar Vukic; il gagne en trois sets (6-4 3-6  6-3). Denis Shapovalov l'élimine en deux sets au tour suivant.

## Style de jeu

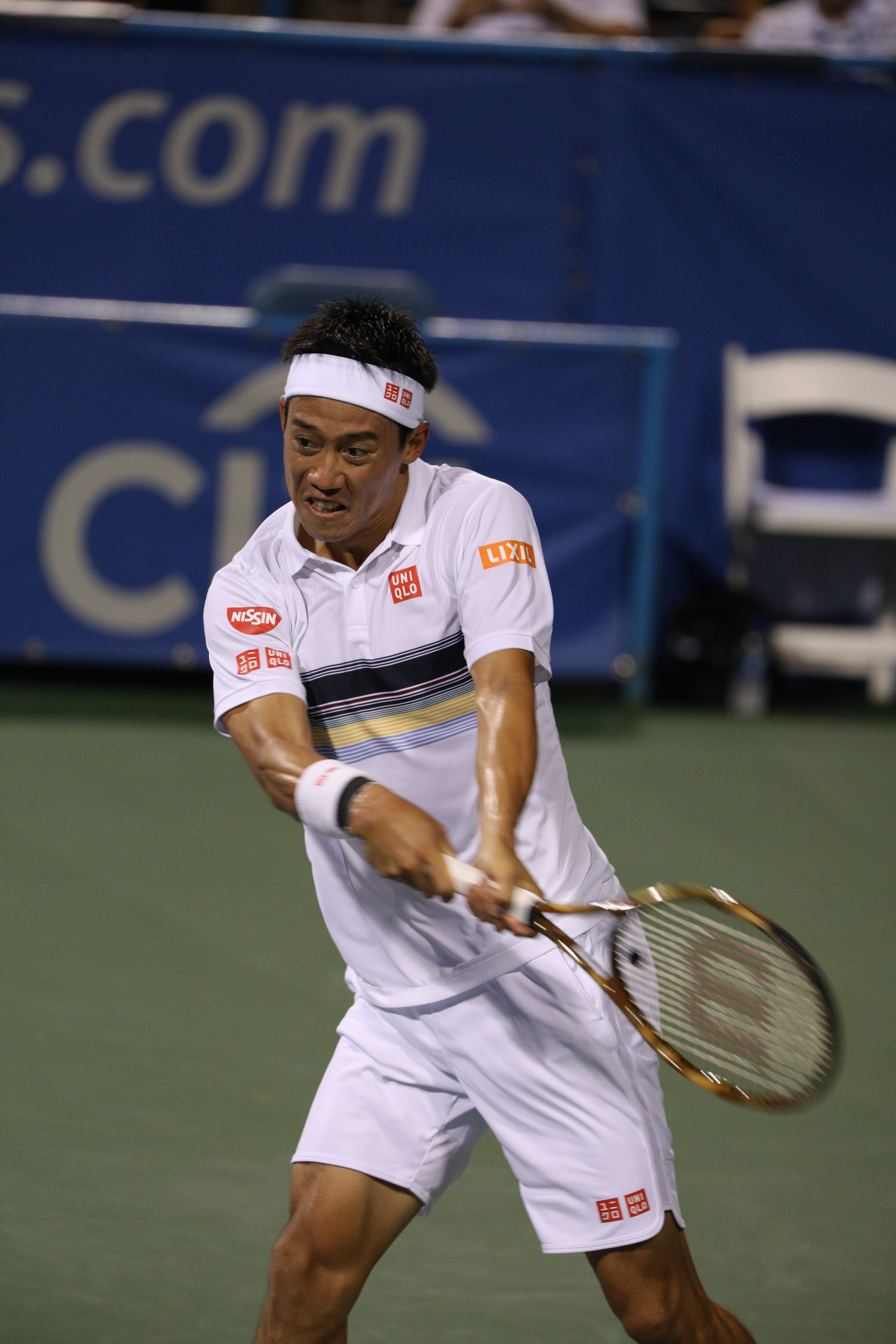
Nishikori durant le DC Open en 2018.

Nishikori est un joueur complet, très technique. Attaquant de fond de court, il aime diriger les échanges avec son coup droit. Doté d'un excellent jeu de jambes et d'une très bonne couverture de terrain, il peut défendre et attaquer, c'est un excellent contreur. Sa prise de balle précoce lui permet en outre de prendre rapidement le contrôle des échanges.
Son service est généralement frappé à une vitesse de 185 km/h environ mais peut dépasser les 200 km/h. À défaut d'avoir une vitesse très élevée, il peut compter sur un bon pourcentage de premières et varie bien ses zones et cherche à se mettre dans une position confortable dans l'échange pour prendre ce dernier à son compte. Excellent relanceur, il a un coup droit puissant et un revers solide, pour devenir un joueur très complet. Endurant, il est doté d'une très bonne vitesse de déplacement, sachant maintenir sa condition physique. Si Nishikori est un joueur fort en fond de court, il s'aventure rarement à la volée, où il est pourtant plutôt adroit. Son envergure modeste ne pardonne pas face aux meilleurs passeurs.
Nishikori a un style de jeu comparable à celui de Novak Djokovic : il retourne très bien, est agressif et solide des deux côtés, a une excellente couverture de terrain et est tactiquement très efficace.
Avec plus de 81% de réussite, il possède même le deuxième meilleur ratio de l'ère Open, derrière la légende Björn Borg (87%) en matière de victoires lors de matchs à 5 sets (soit devant plusieurs anciens numéro uns mondiaux comme Djokovic, Sampras ou Safin).

## Palmarès

### Titres en simple messieurs
| 12 titres en simple | 0 G. Chelem | 0 G. Chelem | 0 G. Chelem | 0 G. Chelem | 0 Masters  | 0 Masters  | 0 Masters   | 0 Masters   | 0 Masters 1000 | 0 Masters 1000 | 0 Masters 1000 | 0 Masters 1000 | 6 ATP 500          | 6 ATP 500          | 6 ATP 500          | 6 ATP 500          | 6 ATP 250          | 6 ATP 250          | 6 ATP 250      | 6 ATP 250      | 0 JO           | 0 JO           | 0 JO           | 0 JO           |
| 12 titres en simple | 10 sur dur  | 10 sur dur  | 10 sur dur  | 10 sur dur  | 10 sur dur | 10 sur dur | 0 sur gazon | 0 sur gazon | 0 sur gazon    | 0 sur gazon    | 0 sur gazon    | 0 sur gazon    | 2 sur terre battue | 2 sur terre battue | 2 sur terre battue | 2 sur terre battue | 2 sur terre battue | 2 sur terre battue | 0 sur moquette | 0 sur moquette | 0 sur moquette | 0 sur moquette | 0 sur moquette | 0 sur moquette |

| No | Date       | Nom et lieu du tournoi                           | Catégorie   | Dotation    | Surface      | Finaliste        | Score          |          |
| -- | ---------- | ------------------------------------------------ | ----------- | ----------- | ------------ | ---------------- | -------------- | -------- |
| 1  | 11-02-2008 | International Tennis Championships, Delray Beach | Int' Series | 411 000 $   | Dur (ext.)   | James Blake      | 3-6, 6-1, 6-4  | Parcours |
| 2  | 01-10-2012 | Rakuten Japan Open Tennis Championships, Tokyo   | ATP 500     | 1 280 565 $ | Dur (ext.)   | Milos Raonic     | 7-65, 3-6, 6-0 | Parcours |
| 3  | 18-02-2013 | US National Indoor Tennis Championships, Memphis | ATP 500     | 1 212 750 $ | Dur (int.)   | Feliciano López  | 6-2, 6-3       | Parcours |
| 4  | 10-02-2014 | US National Indoor Tennis Championships, Memphis | ATP 250     | 568 805 $   | Dur (int.)   | Ivo Karlović     | 6-4, 7-60      | Parcours |
| 5  | 21-04-2014 | Barcelona Open Banc Sabadell, Barcelone          | ATP 500     | 1 845 585 € | Terre (ext.) | Santiago Giraldo | 6-2, 6-2       | Parcours |
| 6  | 22-09-2014 | Malaysian Open, Kuala Lumpur                     | ATP 250     | 910 520 $   | Dur (int.)   | Julien Benneteau | 7-64, 6-4      | Parcours |
| 7  | 29-09-2014 | Rakuten Japan Open Tennis Championships, Tokyo   | ATP 500     | 1 228 825 $ | Dur (ext.)   | Milos Raonic     | 7-65, 4-6, 6-4 | Parcours |
| 8  | 09-02-2015 | Memphis Open, Memphis                            | ATP 250     | 585 870 $   | Dur (int.)   | Kevin Anderson   | 6-4, 6-4       | Parcours |
| 9  | 20-04-2015 | Barcelona Open Banc Sabadell, Barcelone          | ATP 500     | 1 993 230 € | Terre (ext.) | Pablo Andújar    | 6-4, 6-4       | Parcours |
| 10 | 03-08-2015 | Citi Open, Washington                            | ATP 500     | 1 508 815 $ | Dur (ext.)   | John Isner       | 4-6, 6-4, 6-4  | Parcours |
| 11 | 08-02-2016 | Memphis Open, Memphis                            | ATP 250     | 618 030 $   | Dur (int.)   | Taylor Fritz     | 6-4, 6-4       | Parcours |
| 12 | 31-12-2018 | Brisbane International, Brisbane                 | ATP 250     | 527 880 $   | Dur (ext.)   | Daniil Medvedev  | 6-4, 3-6, 6-2  | Parcours |

### Finales en simple messieurs
| No | Date       | Nom et lieu du tournoi                         | Catégorie    | Dotation     | Surface      | Vainqueur           | Score              |          |
| -- | ---------- | ---------------------------------------------- | ------------ | ------------ | ------------ | ------------------- | ------------------ | -------- |
| 1  | 04-04-2011 | US Men's Clay Court Championship, Houston      | ATP 250      | 442 500 $    | Terre (ext.) | Ryan Sweeting       | 6-4, 7-63          | Parcours |
| 2  | 31-10-2011 | Swiss Indoors Basel, Bâle                      | ATP 500      | 1 308 100 €  | Dur (int.)   | Roger Federer       | 6-1, 6-3           | Parcours |
| 3  | 05-05-2014 | Mutua Madrid Open, Madrid                      | Masters 1000 | 3 671 405 €  | Terre (ext.) | Rafael Nadal        | 2-6, 6-4, 3-0, ab. | Parcours |
| 4  | 25-08-2014 | US Open, Flushing Meadows                      | G. Chelem    | 17 851 868 $ | Dur (ext.)   | Marin Čilić         | 6-3, 6-3, 6-3      | Parcours |
| 5  | 23-02-2015 | Abierto Mexicano Telcel, Acapulco              | ATP 500      | 1 414 550 $  | Dur (ext.)   | David Ferrer        | 6-3, 7-5           | Parcours |
| 6  | 23-03-2016 | Miami Open presented by Itaú, Miami            | Masters 1000 | 6 134 605 $  | Dur (ext.)   | Novak Djokovic      | 6-3, 6-3           | Parcours |
| 7  | 18-04-2016 | Barcelona Open Banc Sabadell, Barcelone        | ATP 500      | 2 152 690 €  | Terre (ext.) | Rafael Nadal        | 6-4, 7-5           | Parcours |
| 8  | 25-07-2016 | Rogers Cup, Toronto                            | Masters 1000 | 4 089 740 $  | Dur (ext.)   | Novak Djokovic      | 6-3, 7-5           | Parcours |
| 9  | 24-10-2016 | Swiss Indoors Basel, Bâle                      | ATP 500      | 1 701 320 €  | Dur (int.)   | Marin Čilić         | 6-1, 7-65          | Parcours |
| 10 | 02-01-2017 | Brisbane International by Suncorp, Brisbane    | ATP 250      | 437 380 $    | Dur (ext.)   | Grigor Dimitrov     | 6-2, 2-6, 6-3      | Parcours |
| 11 | 13-02-2017 | Argentina Open, Buenos Aires                   | ATP 250      | 546 680 $    | Terre (ext.) | Alexandr Dolgopolov | 7-64, 6-4          | Parcours |
| 12 | 16-04-2018 | Rolex Monte-Carlo Masters, Monaco              | Masters 1000 | 4 872 105 €  | Terre (ext.) | Rafael Nadal        | 6-3, 6-2           | Parcours |
| 13 | 01-10-2018 | Rakuten Japan Open Tennis Championships, Tokyo | ATP 500      | 1 781 930 $  | Dur (int.)   | Daniil Medvedev     | 6-2, 6-4           | Parcours |
| 14 | 22-10-2018 | Erste Bank Open, Vienne                        | ATP 500      | 2 198 250 €  | Dur (int.)   | Kevin Anderson      | 6-3, 7-63          | Parcours |
| 15 | 30-12-2024 | Bank of China Hong Kong Tennis Open, Hong Kong | ATP 250      | 680 140 $    | Dur (ext.)   | Alexandre Müller    | 2-6, 6-1, 6-3      | Parcours |

### Finale en double messieurs
| No | Date       | Nom et lieu du tournoi                     | Catégorie | Dotation  | Surface    | Vainqueurs              | Partenaire          | Score     |          |
| -- | ---------- | ------------------------------------------ | --------- | --------- | ---------- | ----------------------- | ------------------- | --------- | -------- |
| 1  | 05-01-2015 | Brisbane International by Suncorp Brisbane | ATP 250   | 439 405 $ | Dur (ext.) | Jamie Murray John Peers | Alexandr Dolgopolov | 6-3, 7-64 | Parcours |

## Parcours dans les tournois duGrand Chelem

### Finale (1)
| Année | Tournoi | Adversaire en finale | Score         |
| 2014  | US Open | Marin Čilić          | 3-6, 3-6, 3-6 |

### En simple
| Année | Open d'Australie | Open d'Australie | Internationaux de France | Internationaux de France | Wimbledon       | Wimbledon          | US Open         | US Open         |
| ----- | ---------------- | ---------------- | ------------------------ | ------------------------ | --------------- | ------------------ | --------------- | --------------- |
| 2008  | —                | —                | —                        | —                        | 1er tour (1/64) | Marc Gicquel       | 1/8 de finale   | J. M. del Potro |
| 2009  | 1er tour (1/64)  | Jürgen Melzer    | —                        | —                        | —               | —                  | —               | —               |
| 2010  | —                | —                | 2e tour (1/32)           | Novak Djokovic           | 1er tour (1/64) | Rafael Nadal       | 3e tour (1/16)  | Albert Montañés |
| 2011  | 3e tour (1/16)   | F. Verdasco      | 2e tour (1/32)           | S. Stakhovsky            | 1er tour (1/64) | Lleyton Hewitt     | 1er tour (1/64) | Flavio Cipolla  |
| 2012  | 1/4 de finale    | Andy Murray      | —                        | —                        | 3e tour (1/16)  | J. M. del Potro    | 3e tour (1/16)  | Marin Čilić     |
| 2013  | 1/8 de finale    | David Ferrer     | 1/8 de finale            | Rafael Nadal             | 3e tour (1/16)  | Andreas Seppi      | 1er tour (1/64) | Daniel Evans    |
| 2014  | 1/8 de finale    | Rafael Nadal     | 1er tour (1/64)          | Martin Kližan            | 1/8 de finale   | Milos Raonic       | Finale          | Marin Čilić     |
| 2015  | 1/4 de finale    | S. Wawrinka      | 1/4 de finale            | J.-W. Tsonga             | 2e tour (1/32)  | Forfait            | 1er tour (1/64) | Benoît Paire    |
| 2016  | 1/4 de finale    | Novak Djokovic   | 1/8 de finale            | Richard Gasquet          | 1/8 de finale   | Marin Čilić        | 1/2 finale      | S. Wawrinka     |
| 2017  | 1/8 de finale    | Roger Federer    | 1/4 de finale            | Andy Murray              | 3e tour (1/16)  | R. Bautista-Agut   | —               | —               |
| 2018  | —                | —                | 1/8 de finale            | Dominic Thiem            | 1/4 de finale   | Novak Djokovic     | 1/2 finale      | Novak Djokovic  |
| 2019  | 1/4 de finale    | Novak Djokovic   | 1/4 de finale            | Rafael Nadal             | 1/4 de finale   | Roger Federer      | 3e tour (1/16)  | Alex de Minaur  |
| 2020  | —                | —                | 2e tour (1/32)           | Stefano Travaglia        | Annulé          | Annulé             | —               | —               |
| 2021  | 1er tour (1/64)  | P. Carreño Busta | 1/8 de finale            | Alexander Zverev         | 2e tour (1/32)  | Jordan Thompson    | 3e tour (1/16)  | Novak Djokovic  |
|       |                  |                  |                          |                          |                 |                    |                 |                 |
| 2024  | —                | —                | 2e tour (1/32)           | Ben Shelton              | 1er tour (1/64) | Arthur Rinderknech | —               | —               |
| 2025  | 2e tour (1/32)   | Tommy Paul       | —                        | —                        | —               | —                  |                 |                 |

N.B. : à droite du résultat se trouve le nom de l'ultime adversaire.

### En double messieurs
| 2011 | — | — | 2e tour (1/16) M. González \|\| style="text-align:left;" \| R. Bopanna A.-U.-H. Qureshi | 2e tour (1/16) S. Devvarman \|\| style="text-align:left;" \| M. Llodra N. Zimonjić | — | — |

N.B. : le nom du partenaire se trouve sous le résultat ; les noms des ultimes adversaires se trouvent à droite.

### En double mixte
| Année | Open d'Australie                                                             | Open d'Australie | Internationaux de France | Internationaux de France | Wimbledon | Wimbledon | US Open | US Open |
| ----- | ---------------------------------------------------------------------------- | ---------------- | ------------------------ | ------------------------ | --------- | --------- | ------- | ------- |
| 2012  | 2e tour (1/8) K. Date \|\| style="text-align:left;" \| R. Vinci D. Bracciali | —                | —                        | —                        | —         | —         | —       |         |

N.B. : le nom de la partenaire se trouve sous le résultat ; les noms des ultimes adversaires se trouvent à droite.

## Parcours auMasters
| Année | Lieu    | Résultat    | Tour           | Adversaires                                               | Victoire / Défaite                | Scores                                         |
| ----- | ------- | ----------- | -------------- | --------------------------------------------------------- | --------------------------------- | ---------------------------------------------- |
| 2014  | Londres | Demi-finale | RR Demi-finale | Andy Murray Roger Federer David Ferrer Novak Djokovic     | Victoire Défaite Victoire Défaite | 6-4, 6-4 3-6, 2-6 4-6, 6-4, 6-1 1-6, 6-3, 0-6  |
| 2015  | Londres | Round Robin | RR             | Novak Djokovic Tomáš Berdych Roger Federer                | Défaite Victoire Défaite          | 1-6, 1-6 7-5, 3-6, 6-3 5-7, 6-4, 4-6           |
| 2016  | Londres | Demi-finale | RR Demi-finale | Stanislas Wawrinka Andy Murray Marin Čilić Novak Djokovic | Victoire Défaite                  | 6-2, 6-3 7-69, 4-6, 4-6 6-3, 2-6, 3-6 1-6, 1-6 |
| 2018  | Londres | Round Robin | RR             | Roger Federer Kevin Anderson Dominic Thiem                | Victoire Défaite                  | 7-64, 6-3 0-6, 1-6 1-6, 4-6                    |

## Parcours dans lesMasters 1000
| Année | Indian Wells            | Miami                    | Monte-Carlo              | Rome                          | Hambourg puis Madrid      | Canada                   | Cincinnati                | Madrid puis Shanghai       | Paris                      |
| ----- | ----------------------- | ------------------------ | ------------------------ | ----------------------------- | ------------------------- | ------------------------ | ------------------------- | -------------------------- | -------------------------- |
| 2008  | 1er tour Marin Čilić    | 1er tour A. Montañés     | —                        | —                             | —                         | —                        | —                         | —                          | —                          |
| 2009  | 1er tour I. Ljubičić    | —                        | —                        | —                             | —                         | —                        | —                         | —                          | —                          |
|       |                         |                          |                          |                               |                           |                          |                           |                            |                            |
| 2011  | 1er tour I. Andreev     | 2e tour R. Nadal         | —                        | —                             | 1er tour Pere Riba        | —                        | 1er tour D. Nalbandian    | 1/2 finale A. Murray       | 1er tour S. Stakhovsky     |
| 2012  | 2e tour S. Giraldo      | 1/8 de finale R. Nadal   | 1/8 de finale T. Berdych | —                             | —                         | 2e tour Sam Querrey      | 1/8 de finale S. Wawrinka | 2e tour Sam Querrey        | 1/8 de finale Forfait      |
| 2013  | 3e tour C. Berlocq      | 1/8 de finale D. Ferrer  | —                        | 2e tour J. Chardy             | 1/4 de finale P. Andújar  | 1/8 de finale R. Gasquet | 1er tour F. López         | 1/8 de finale J.-W. Tsonga | 1/8 de finale R. Gasquet   |
| 2014  | 3e tour Tommy Haas      | 1/2 finale Forfait       | —                        | —                             | Finale R. Nadal           | —                        | —                         | 2e tour Jack Sock          | 1/2 finale N. Djokovic     |
| 2015  | 1/8 de finale F. López  | 1/4 de finale John Isner | —                        | 1/4 de finale N. Djokovic     | 1/2 finale A. Murray      | 1/2 finale A. Murray     | —                         | 1/8 de finale K. Anderson  | 1/8 de finale R. Gasquet   |
| 2016  | 1/4 de finale R. Nadal  | Finale N. Djokovic       | —                        | 1/2 finale N. Djokovic        | 1/2 finale N. Djokovic    | Finale N. Djokovic       | 1/8 de finale B. Tomic    | —                          | 1/8 de finale J.-W. Tsonga |
| 2017  | 1/4 de finale Jack Sock | 1/4 de finale F. Fognini | —                        | 1/8 de finale J. M. del Potro | 1/4 de finale Forfait     | 2e tour G. Monfils       | —                         | —                          | —                          |
| 2018  | —                       | 3e tour J. M. del Potro  | Finale R. Nadal          | 1/4 de finale N. Djokovic     | 1er tour N. Djokovic      | 1er tour R. Haase        | 2e tour S. Wawrinka       | 1/4 de finale R. Federer   | 1/4 de finale R. Federer   |
| 2019  | 3e tour H. Hurkacz      | 2e tour D. Lajović       | 2e tour P.-H. Herbert    | 1/4 de finale Schwartzman     | 1/8 de finale S. Wawrinka | 2e tour R. Gasquet       | 2e tour Y. Nishioka       | —                          | —                          |
| 2020  | n.o.                    | n.o.                     | n.o.                     | 2e tour L. Musetti            | n.o.                      | n.o.                     | —                         | n.o.                       | —                          |
| 2021  | 2e tour D. Evans        | 3e tour S. Tsitsipás     | —                        | 1/8 de finale A. Zverev       | 2e tour A. Zverev         | 2e tour Forfait          | —                         | n.o.                       | —                          |
|       |                         |                          |                          |                               |                           |                          |                           |                            |                            |
| 2024  | —                       | 1er tour S. Ofner        | —                        | —                             | —                         | 1/4 de finale M. Arnaldi | —                         | 2e tour S. Tsitsipás       | —                          |
| 2025  | 2e tour U. Humbert      | —                        | —                        | —                             | 2e tour D. Shapovalov     | —                        | 1er tour C. Ugo Carabelli |                            |                            |

N.B. : sous le résultat se trouve le nom de l’ultime adversaire.

## Parcours auxJeux olympiques

### En simple
| Année | Lieu           | Résultat | Surface      | Tour                                       | Adversaires | Scores                                                              |
| ----- | -------------- | -------- | ------------ | ------------------------------------------ | --- | ------------------------------------------------------------------- |
| 2008  | Pékin          |          | Dur          | 1er tour                                   | Battu par Rainer Schüttler no 35 | 4-6, 7-65, 3-6                                                      |
| 2012  | Londres        |          | Gazon        | 1er tour 2e tour 1/8 1/4                   | Bat Bernard Tomic no 49 Bat Nikolay Davydenko no 48 Bat David Ferrer no 5 Battu par Juan Martín del Potro no 9                                         | 7-64, 7-64 4-6, 6-4, 6-1 6-0, 3-6, 6-4 4-6, 64-7                    |
| 2016  | Rio de Janeiro | 3e       | Dur          | 1er tour 2e tour 1/8 1/4 1/2 Petite finale | Bat Albert Ramos-Viñolas no 33 Bat John Millman no 74 Bat Andrej Martin no 121 Bat Gaël Monfils no 11 Battu par Andy Murray no 2 Bat Rafael Nadal no 5 | 6-2, 6-4 7-64, 6-4 6-2, 6-2 7-64, 4-6, 7-66 1-6, 4-6 6-2, 61-7, 6-3 |
| 2021* | Tokyo          |          | Dur          | 1er tour 2e tour 1/8 1/4                   | Bat Andrey Rublev no 7 Bat Marcos Giron no 65 Bat Ilya Ivashka no 66 Battu par Novak Djokovic no 1                                                     | 6-3, 6-4 7-65, 3-6, 6-1 7-67, 6-0 2-6, 0-6                          |
| 2024  | Paris          |          | Terre battue | 1er tour                                   | Battu par Jack Draper no 27 | 1-6, 4-6                                                            |

### En double
| Année | Lieu    | Surface      | Partenaire    | Tour          | Adversaires                                   | Scores            |
| ----- | ------- | ------------ | ------------- | ------------- | --------------------------------------------- | ----------------- |
| 2012  | Londres | Gazon        | Go Soeda      | 1er tour      | Battus par Roger Federer / Stanislas Wawrinka | 7-65, 4-6, 4-6    |
| 2020  | Tokyo   | Dur          | Ben McLachlan | 1/4 de finale | Battus par Nikola Mektić / Mate Pavić         | 3-6, 3-6          |
| 2024  | Paris   | Terre battue | Taro Daniel   | 1er tour      | Battus par Daniel Evans / Andy Murray         | 6-2, 65-7, [9-11] |

## Confrontations avec ses principaux adversaires
Confrontations lors des différents tournois ATP et en Coupe Davis avec ses principaux adversaires (6 confrontations minimum et avoir été membre du top 10). Classement par pourcentage de victoires. Mis à jour le 26 septembre 2024.
Les joueurs retraités sont en gris.
| Joueur                | Meilleur classement | Confrontations | Victoires | Défaites | Pourcentage de victoires | Dernière confrontation                                    |
| --------------------- | ------------------- | -------------- | --------- | -------- | ------------------------ | --------------------------------------------------------- |
| Novak Djokovic        | 1                   | 20             | 2         | 18       | 10,0                     | défaite (7-64, 3-6, 3-6, 2-6) à l'US Open 2021            |
| Rafael Nadal          | 1                   | 14             | 2         | 12       | 14,3                     | défaite (0-6, 6-2, 2-6) au tournoi de Barcelone 2021      |
| Andy Murray           | 1                   | 11             | 2         | 9        | 18,2                     | défaite (6-2, 1-6, 60-7, 1-6) à Roland-Garros 2017        |
| Juan Martín del Potro | 3                   | 8              | 2         | 6        | 25                       | défaite (2-6, 2-6) au Masters de Miami 2018               |
| Roger Federer         | 1                   | 11             | 3         | 8        | 27,3                     | défaite (6-4, 1-6, 4-6, 4-6) au tournoi de Wimbledon 2019 |
| Richard Gasquet       | 7                   | 11             | 3         | 8        | 27,3                     | défaite (7-66, 2-6, 64-7) au Masters du Canada 2019       |
| Stanislas Wawrinka    | 3                   | 11             | 4         | 7        | 36,4                     | défaite (3-6, 63-7) au Masters de Madrid 2019             |
| Kevin Anderson        | 5                   | 9              | 5         | 4        | 55,6                     | défaite (0-6, 1-6) au Masters 2018                        |
| Marin Čilić           | 3                   | 16             | 10        | 6        | 62,5                     | victoire (6-4, 3-6, 6-3) au tournoi de Tokyo 2024         |
| Jo-Wilfried Tsonga    | 5                   | 9              | 6         | 3        | 66,7                     | victoire (4-6, 6-4, 6-4, 6-4) à Roland-Garros 2019        |
| Fernando Verdasco     | 7                   | 7              | 5         | 2        | 71,4                     | victoire (67-7, 6-3, 6-4) au Tournoi de Halle 2017        |
| Milos Raonic          | 3                   | 7              | 5         | 2        | 71,4                     | victoire (3-6, 6-3, 6-4, 2-6, 6-4) à la Coupe Davis 2015  |
| David Ferrer          | 3                   | 14             | 10        | 4        | 71,4                     | victoire (7-5, 6-2) au Masters de Rome 2017               |
| Karen Khachanov       | 8                   | 7              | 5         | 2        | 71,4                     | victoire (4-6, 6-3, 7-5) au tournoi de Hong Kong 2025     |
| Tomáš Berdych         | 4                   | 6              | 5         | 1        | 83,3                     | victoire (4-6, 6-2, 6-1) au Masters de Monte-Carlo 2018   |
| Grigor Dimitrov       | 3                   | 6              | 5         | 1        | 83,3                     | victoire (7-5, 7-5) au tournoi de Brisbane 2019           |

## Victoires sur le top 10
Toutes ses victoires sur des joueurs classés dans le top 10 de l'ATP lors de la rencontre.
| Légende         |
| Grand Chelem    |
| Masters         |
| Jeux olympiques |
| Masters 1000    |
| 500 Series      |
| 250 Series      |
| Coupe Davis     |

| #  | K.N.   | Tournoi          | Année | Surface      | Adversaire         | Rang  | Tour      | Score                     |
| -- | ------ | ---------------- | ----- | ------------ | ------------------ | ----- | --------- | ------------------------- |
| 1  | no 126 | US Open          | 2008  | Dur          | David Ferrer       | no 4  | 1/16      | 6-4, 6-4, 3-6, 2-6, 7-5   |
| 2  | no 47  | Shanghai         | 2011  | Dur          | Jo-Wilfried Tsonga | no 8  | 1/16      | 61-7, 6-4, 6-4            |
| 3  | no 32  | Bâle             | 2011  | Dur (int.)   | Tomáš Berdych      | no 7  | 1/32      | 3-6, 6-3, 6-2             |
| 4  | no 32  | Bâle             | 2011  | Dur (int.)   | Novak Djokovic     | no 1  | 1/2       | 2-6, 7-64, 6-0            |
| 5  | no 26  | Open d'Australie | 2012  | Dur          | Jo-Wilfried Tsonga | no 6  | 1/8       | 2-6, 6-2, 6-1, 3-6, 6-3   |
| 6  | no 17  | Jeux olympiques  | 2012  | Gazon        | David Ferrer       | no 5  | 1/16      | 6-0, 3-6, 6-4             |
| 7  | no 17  | Tokyo            | 2012  | Dur          | Tomáš Berdych      | no 6  | 1/4       | 7-5, 6-4                  |
| 8  | no 16  | Madrid           | 2013  | Terre battue | Roger Federer      | no 2  | 1/8       | 6-4, 1-6, 6-2             |
| 9  | no 19  | Paris-Bercy      | 2013  | Dur          | Jo-Wilfried Tsonga | no 9  | 1/16      | 1-6, 7-64, 7-67           |
| 10 | no 21  | Miami            | 2014  | Dur          | David Ferrer       | no 4  | 1/8       | 7-67, 2-6, 7-69           |
| 11 | no 21  | Miami            | 2014  | Dur          | Roger Federer      | no 5  | 1/4       | 3-6, 7-5, 6-4             |
| 12 | no 16  | Madrid           | 2014  | Terre battue | Milos Raonic       | no 9  | 1/8       | 7-65, 7-65                |
| 13 | no 16  | Madrid           | 2014  | Terre battue | David Ferrer       | no 5  | 1/2       | 7-65, 5-7, 6-3            |
| 14 | no 11  | US Open          | 2014  | Dur          | Milos Raonic       | no 6  | 1/8       | 4-6, 7-64, 66-7, 7-5, 6-4 |
| 15 | no 11  | US Open          | 2014  | Dur          | Stanislas Wawrinka | no 4  | 1/4       | 3-6, 7-5, 7-67, 65-7, 6-4 |
| 16 | no 11  | US Open          | 2014  | Dur          | Novak Djokovic     | no 1  | 1/2       | 6-4, 1-6, 7-64, 6-3       |
| 17 | no 7   | Tokyo            | 2014  | Dur          | Milos Raonic       | no 8  | Finale    | 7-65, 4-6, 6-4            |
| 18 | no 7   | Paris-Bercy      | 2014  | Dur (int.)   | David Ferrer       | no 6  | 1/4       | 3-6, 7-65, 6-4            |
| 19 | no 5   | Masters          | 2014  | Dur (int.)   | Andy Murray        | no 6  | Poules    | 6-4, 6-4                  |
| 20 | no 5   | Masters          | 2014  | Dur (int.)   | David Ferrer       | no 10 | Poules    | 4-6, 6-4, 6-1             |
| 21 | no 5   | Open d'Australie | 2015  | Dur          | David Ferrer       | no 10 | 1/8       | 6-3, 6-3, 6-3             |
| 22 | no 4   | Coupe Davis      | 2015  | Dur          | Milos Raonic       | no 6  | 1/8       | 3-6, 6-3, 6-4, 2-6, 6-4   |
| 23 | no 5   | Madrid           | 2015  | Terre battue | David Ferrer       | no 8  | 1/4       | 6-4, 6-2                  |
| 24 | no 5   | Washington       | 2015  | Dur          | Marin Čilić        | no 8  | 1/2       | 3-6, 6-1, 6-4             |
| 25 | no 4   | Canada           | 2015  | Dur          | Rafael Nadal       | no 9  | 1/4       | 6-2, 6-4                  |
| 26 | no 8   | Masters          | 2015  | Dur          | Tomáš Berdych      | no 6  | Poules    | 7-5, 3-6, 6-3             |
| 27 | no 7   | Open d'Australie | 2016  | Dur          | Jo-Wilfried Tsonga | no 10 | 1/8       | 6-4, 6-2, 6-4             |
| 28 | no 6   | Canada           | 2016  | Dur          | Stanislas Wawrinka | no 5  | 1/2       | 7-66, 6-1                 |
| 29 | no 7   | Jeux olympiques  | 2016  | Dur          | Rafael Nadal       | no 5  | Petite f. | 6-2, 61-7, 6-3            |
| 30 | no 7   | US Open          | 2016  | Dur          | Andy Murray        | no 2  | 1/4       | 1-6, 6-4, 4-6, 6-1, 7-5   |
| 31 | no 5   | Masters          | 2016  | Dur (int.)   | Stanislas Wawrinka | no 3  | Poules    | 6-2, 6-3                  |
| 32 | no 5   | Brisbane         | 2017  | Dur          | Stanislas Wawrinka | no 4  | 1/2       | 7-63, 6-3                 |
| 33 | no 36  | Monte-Carlo      | 2018  | Terre battue | Marin Čilić        | no 3  | 1/4       | 6-4, 61-7, 6-3            |
| 34 | no 36  | Monte-Carlo      | 2018  | Terre battue | Alexander Zverev   | no 4  | 1/2       | 3-6, 6-3, 6-4             |
| 35 | no 24  | Rome             | 2018  | Terre battue | Grigor Dimitrov    | no 4  | 1/16      | 64-7, 7-5, 6-4            |
| 36 | no 19  | US Open          | 2018  | Dur          | Marin Čilić        | no 7  | 1/4       | 2-6, 6-4, 7-65, 4-6, 6-4  |
| 37 | no 11  | Vienne           | 2018  | Dur (int.)   | Dominic Thiem      | no 7  | 1/4       | 6-3, 6-1                  |
| 38 | no 11  | Paris-Bercy      | 2018  | Dur (int.)   | Kevin Anderson     | no 6  | 1/8       | 6-4, 6-4                  |
| 39 | no 9   | Masters          | 2018  | Dur (int.)   | Roger Federer      | no 3  | Poules    | 7-64, 6-3                 |
| 40 | no 69  | Jeux olympiques  | 2021  | Dur          | Andrey Rublev      | no 7  | 1/32      | 6-3, 6-4                  |

## Classements ATP en fin de saison
| Année          | 2006 | 2007 | 2008 | 2009 | 2010 | 2011 | 2012 | 2013 | 2014 | 2015 | 2016 | 2017 | 2018 | 2019 | 2020 | 2021 | 2022 | 2023 | 2024 |
| Rang en simple | 605  | 281  | 63   | 420  | 98   | 25   | 19   | 17   | 5    | 8    | 5    | 22   | 9    | 13   | 41   | 47   | -    | 351  | 106  |
| Rang en double | -    | 975  | 593  | -    | 510  | 183  | 294  | 276  | 549  | 416  | 842  | 817  | -    | 451  | 498  | 794  | -    | -    | -    |

Source : (en) Classements de Kei Nishikori sur le site officiel de la Fédération internationale de tennis